# Sirène
« Sirènes » redirige ici. Pour le roman d'Anne Robillard, voir Sirènes (roman).
Pour les articles homonymes, voir Sirène (homonymie).
Pour l’article ayant un titre homophone, voir Cyrène.

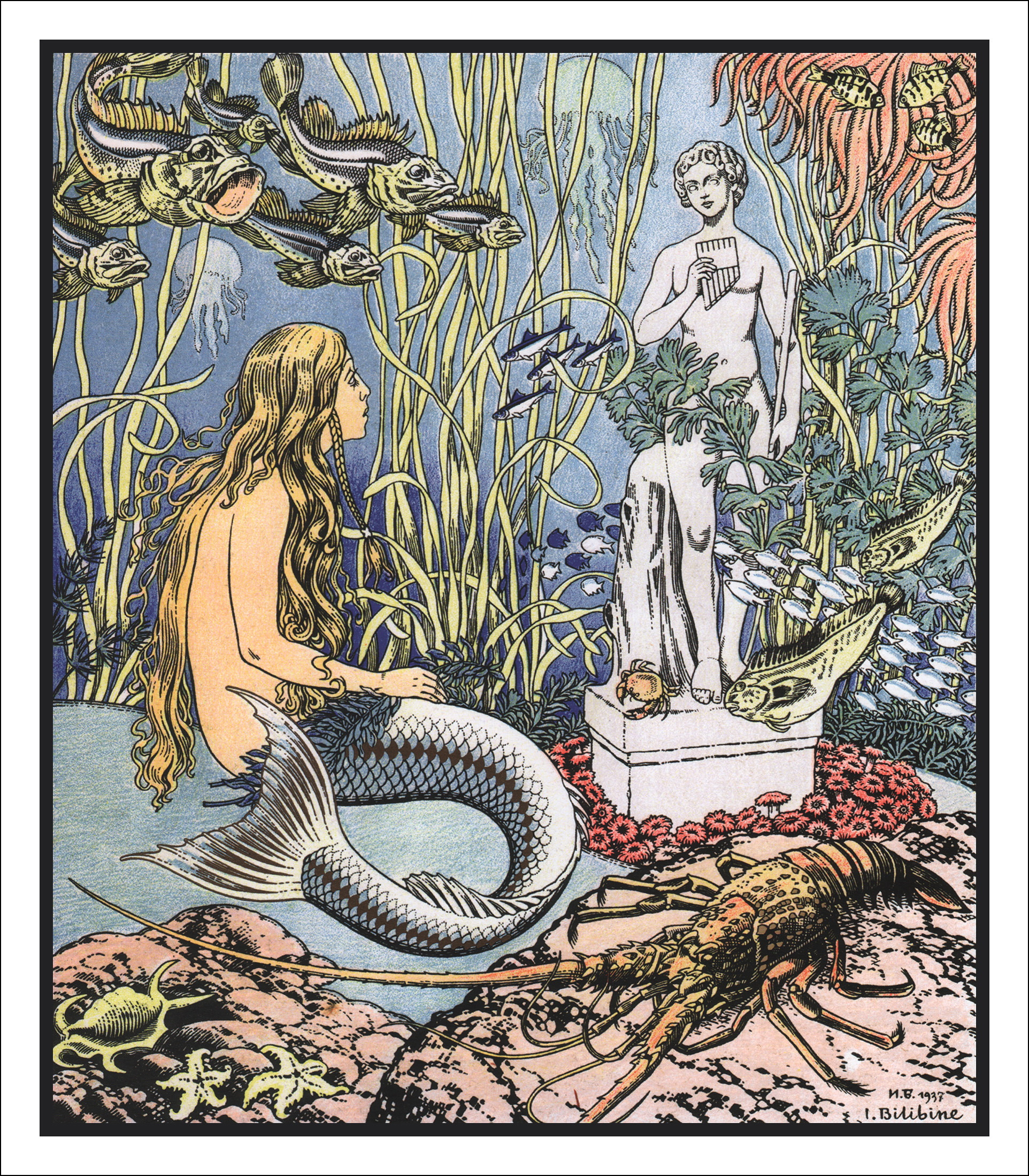
La petite sirène, Ivan Bilibine, 1937.

Une sirène (en grec ancien : σειρήν / seirḗn, en latin : siren) est une créature légendaire mi-femme mi-poisson du folklore médiéval nord-européen.
On distingue les sirènes pisciformes (avec un demi-corps de poisson) du Moyen-Âge européen, des sirènes aviformes (avec un demi-corps d'oiseau) de la mythologie grecque, même si ces deux créatures marines féminines ont en commun l'envoûtement des marins.

## Origines dans la tradition chrétienne
Le nom de « sirène » s'est répandu dans l'Occident chrétien à travers les traductions de la Bible et le croisement des textes bibliques avec les légendes grecques de Scylla et Ulysse.
Dans l'Odyssée, au VIIIe siècle avant notre ère, Homère ne décrit pas les sirènes au sujet desquelles la magicienne Circé met en garde Ulysse contre leur charme mortel, mais les Grecs figureront ces monstres maritimes dans leur art comme des oiseaux à tête de femmes.
Dans le livre III de l'Énéide de Virgile, Scylla, la nymphe sicilienne aimée de Glaucos et changée en monstre marin par la jalousie de Circé, est décrite ainsi: « Confinée dans une caverne aux sombres recoins, elle laisse apparaître sa tête et attire les navires sur les rochers. Par le haut, elle a figure humaine, vierge au tronc admirable jusqu'au pubis ; par le bas, c'est un monstre marin difforme comportant une queue de dauphin jointe à un ventre de loup. ».
Dans le livre d'Hénoch (19:2) le mot éthiopien tsedanât sera traduit en français par « sirènes » dans un passage évoquant les femmes coupables d'avoir séduit les Veilleurs :  « Quant à leurs femmes, qui ont séduit les anges, elles deviendront des Sirènes ».
Le mot Σειρῆνες (seïrènes), sirène en grec, a été utilisé dans la Septante pour traduire le mot hébreu thannim (Esaïe 34,13), pluriel de chacal, génie des lamentations à cause de son cri plaintif comme les sirènes pleureuses des tombeaux : 
« Et des arbres épineux croîtront dans ses villes et dans ses forteresses ; elles seront l'asile des sirènes et l'abri des passereaux. ».
Un terme proche thannin, désignant en hébreu un monstre marin, un dragon, permettait un rapprochement avec les sirènes insulaires de l'Odyssée.
Le même mot σειρηνες, traduit dans la Septante le mot hébreu Yà ãnâh (Esaïe 13,21), l'autruche, la fille du désert ici sous forme d'oiseau.
La sirène populaire grecque et le démon féminin juif Lilith étaient tous les deux localisés tant dans le désert que dans la mer.
Au IIe siècle, le Physiologus, un bestiaire, traité sur les animaux dans la Bible, qui se répand  dans sa traduction du grec en latin, décrit ainsi les sirènes : « Elles ont jusqu'au nombril une forme humaine, le reste du corps est celui d'un volatile. Ces êtres maléfiques attirent par leurs chants les marins et après les avoir endormis, les attaquent et déchiquètent leur chair. ».
La description des sirènes d'Ulysse par Hygin « ces êtres sont femme par le haut du corps et oiseau par le bas » est reprise dans les commentaires chrétiens de la légende païenne d'Ulysse chez Saint Ambroise, Maxime de Turin, Servius, Saint Jérôme, Isidore de Séville.
La figure de la sirène à queue de poisson apparaît au VIIIe siècle dans le Liber monstrorum, un manuscrit anglo-saxon attribué à Aldhelm.
Ce traité cherche à répondre à la question de saint Augustin de savoir si certains monstres qu'il énumère doivent être considérés comme descendant d'Adam et de Noé.
Il s'inspire des listes de monstres de Saint-Augustin mais aussi de Virgile et d'autres auteurs antiques.
La sirène y tient une place importante car elle est citée dans la préface comme « une certaine fille habitante de la mer, laquelle a la tête d'un être doué de raison ».
Il décrit les sirènes dans le traité comme « des filles de la mer qui charment les marins par leurs belles formes et la douceur de leurs chants ». Ce sont des « jeunes filles aux traits humains jusqu'au nombril et ont une queue de poisson qui est toujours plongée dans l'eau »,.

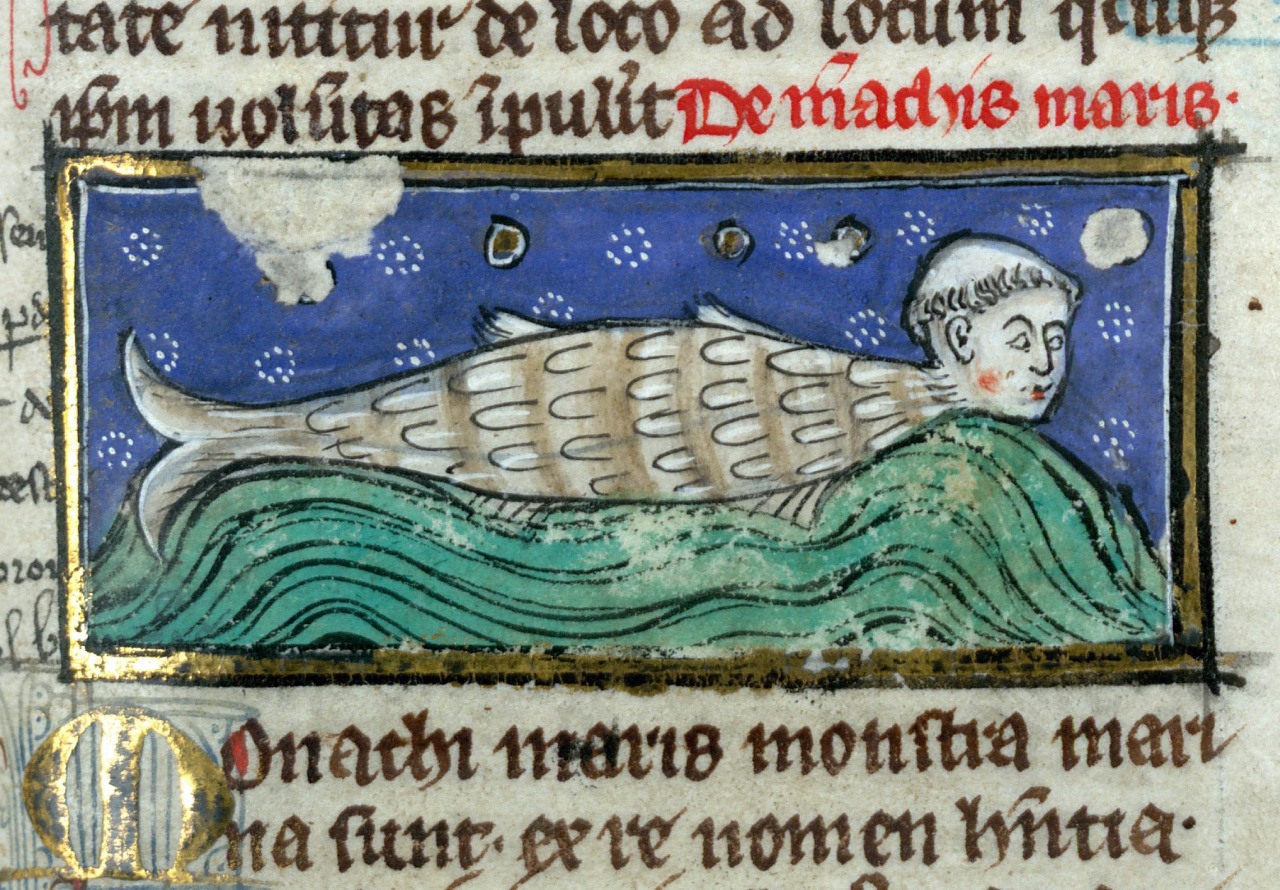
Moine de la mer, Liber de Natura Rerum, Thomas de Cantimpré, XIIIe siècle.

Au début du XIIe siècle, le moine et poète anglo-normand Philippe de Thaon décrit ainsi la sirène dans son bestiaire en partie inspiré par le Physiologus : « La sirène vit dans la mer, elle chante à l'approche de la tempête et pleure quand il fait beau. Elle est faite comme une femme jusqu'à la ceinture, a les pieds d'un faucon et la queue d'un poisson. ».
Le Liber de Natura Rerum de Thomas de Cantimpré, une encyclopédie du XIIIe siècle, s'inspire à la fois du Liber monstrorum et de Philippe de Thaon dans sa description : « Les sirènes sont femmes par le haut du corps, le reste du corps est comme celui d'un aigle et à l'extrémité elles ont une queue de poisson.». Dans ce manuscrit figure une illustration avec un moine de la mer, un personnage avec une tête d'homme et un corps de poisson.
À l'époque romane, les sirènes étaient souvent associées à la luxure.
Mélusine est une femme victime d'une malédiction qui la transforme en serpent à partir de la taille. Elle est parfois représentée avec une queue de poisson, et son nom est associé à la sirène de l'héraldique.
Au XVIe siècle, l'alchimiste Paracelse a avancé l'idée qu'un élémentaire d'eau pouvait obtenir une âme immortelle en se mariant avec un humain, dans Le livre des nymphes, des sylphes, des pygmées, des salamandres et de tous les autres esprits (en). Cette idée a été reprise par l'écrivain Friedrich de la Motte-Fouqué dans le conte Ondine et par Andersen dans le conte La Petite Sirène.

## Représentation et attributs

Peinture d'Arnold Böcklin.

Les bestiaires médiévaux décrivent les sirènes comme des femmes « de la tête aux cuisses » et poissons de « là jusqu'en bas avec des griffes et des ailes » dans un syncrétisme qui noue les traditions fabuleuses des mythologies grecque et germanique. Elles ont laissé à la postérité leur image gravée dans la pierre des stèles, des tombeaux ou des églises romanes où elles personnifient l'âme des morts[réf. nécessaire]. Durant la période romane, elle a souvent été associée à l'image de la luxure,. Une chronique islandaise de 1215 décrit une femme-poisson, nommée Masgugue, comme ayant le corps d'une femme jusqu'à la taille, avec une poitrine abondante, une chevelure éparse et des doigts palmés,.
Dans de nombreux récits, les sirènes sont représentées avec un miroir et un peigne. Selon Édouard Brasey, ces créatures océaniques se regardent dans un miroir, qui symbolise la planète Vénus dans la tradition astronomique. Aphrodite, Vénus pour les Romains, peut être rapprochée des sirènes pour plusieurs raisons. D'une part par son lien à la mer : elle serait arrivée sur Terre par la mer dans un coquillage. D'autre part, Aphrodite est une déesse de la beauté, ayant pour attribut un miroir, un trait qu'on retrouve chez les sirènes, attachées à leur beauté. Les sirènes, tout comme Aphrodite, personnifient donc la beauté, ce sont celles qu'on choisit toujours et dont le charme fait des victimes. Même si elle n'est pas pourvue de queue de poisson, Aphrodite serait « l’ancêtre des sirènes et la protectrice des marins ».
Les anglophones emploient le terme siren pour une sirène antique (mi-femme, mi-oiseau) et mermaid pour une sirène scandinave (avec une queue de poisson).

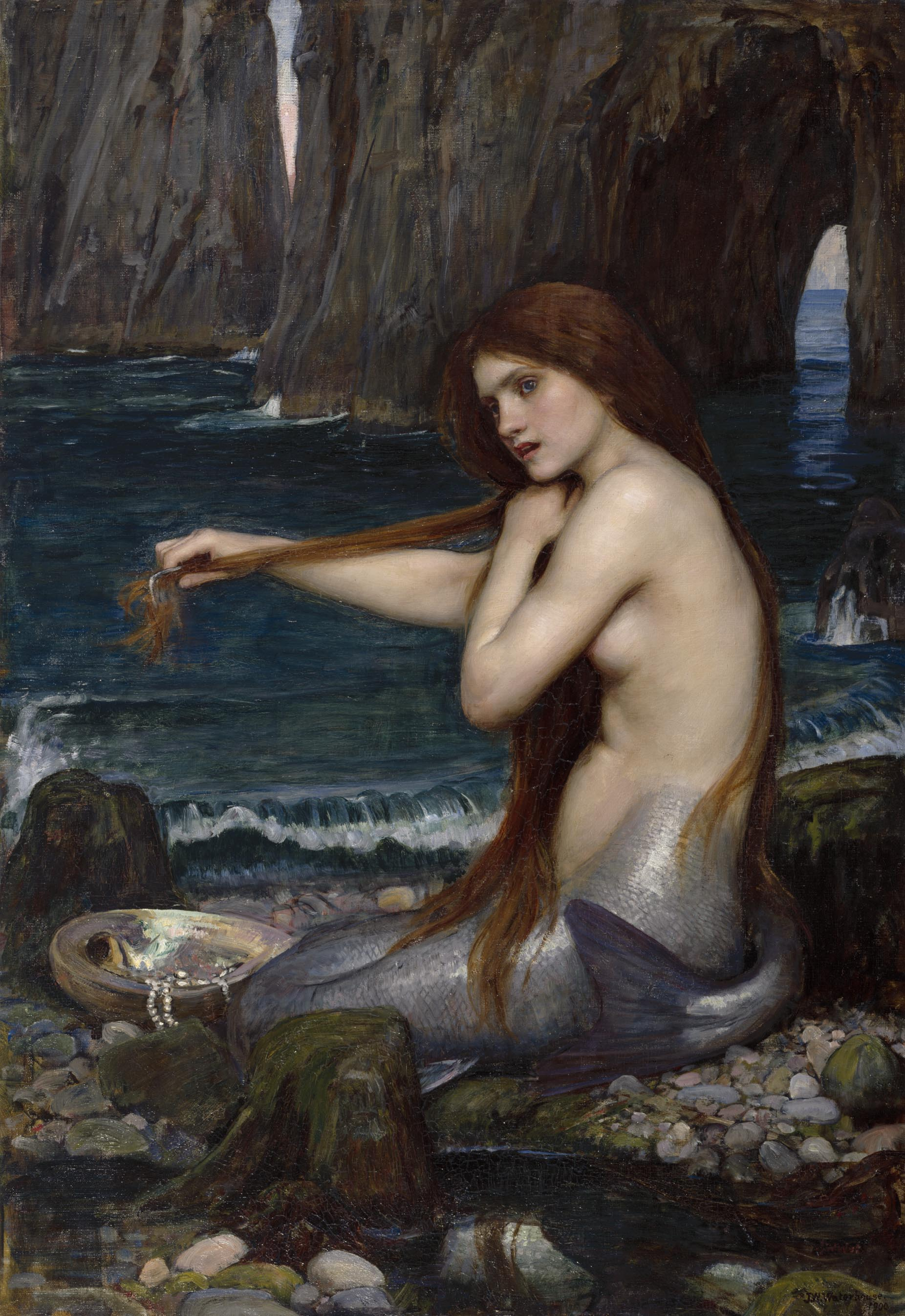
Une sirène, par John William Waterhouse.

## La sirène dans les cultures du monde
De nombreuses légendes européennes font état de sirènes, vivant non seulement dans la mer, mais aussi dans les rivières et les petits cours d'eau. Elles portent le nom de sirènes ou des noms vernaculaires (ondines, nixes dans le domaine germanique, dragas ou donas d'aiga — dames d'eau — en Occitanie, etc.), mais leur description est généralement conforme à l'imagerie traditionnelle : des êtres moitié femme et moitié poisson. Selon certains récits, elles sont immortelles ; les deux premiers siècles de leur vie, elles s'amusent et découvrent l'océan, mais ensuite, elles se sentent seules et veulent aimer et se faire aimer par un humain. Elles sont généralement représentées avec une queue de poisson d'un seul tenant ou divisée en deux.
Le terme de « sirène » a embrassé un certain nombre de représentations très différentes issues de l'Antiquité, qui ont progressivement perdu en prestige et en crédibilité dans une Europe médiévale beaucoup moins tournée vers la mer. Selon l'historien médiéviste Michel Pastoureau, contrairement à la licorne, dès la fin du XIIIe siècle, pratiquement « plus personne n'y croit ».

### Scandinavie

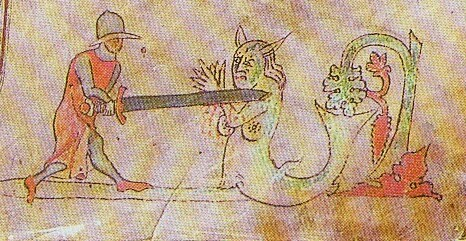
La margýgr et saint Olaf, Flateyjarbók, Islande, XIVe siècle.

Selon le linguiste Walther von Wartburg, le terme du vieux norrois haffrú désignant la sirène serait la source étymologique du mot normand havette, utilisé en normand pour désigner « une espèce d'ondine qui attire au fond des eaux ».
Une des premières descriptions des sirènes apparaît dans les écrits de l'évêque danois Pontoppidan au XVIIIe siècle, dans lesquels il précise qu'elles vivent dans la mer du Nord. Il était convaincu de leur existence.
La sirène scandinave est très belle, et peut être malicieuse et rancunière, comme le raconte l'histoire du marin qui coupa la main d'une sirène et qui fut puni par une tempête qui faillit le noyer. Dans la ballade suédoise Hafsfrun, une sirène kidnappe une jeune fille, mais son frère la sauve. Dans d'autres histoires, c'est la sirène mâle qui capture des jeunes femmes qui se promènent au bord de l'eau.
Voir une sirène indique une tempête imminente, ou une mauvaise pêche. Pour contrer ce mauvais présage, le marin qui a vu la sirène doit rester silencieux et produire une étincelle avec du silex.
La sirène peut également être bienveillante, récompensant de bonnes actions en répondant à trois questions.
Elle est parfois capable de prophétie. Les marins capturent ses enfants pour prédire le futur, mais doivent les relâcher sous 24h.
La littérature islandaise décrit une autre sorte de sirène, appelée margýgr, littéralement « Troll de la mer », qui correspond plutôt à un monstre marinou une ogresse de mer, décrite comme une femme blonde au corps de poisson en dessous de la taille, qui entraîne les marins imprudents dans les profondeurs de la mer.
Dans une version de la Saga de Saint Olaf, le roi rencontre une margýgr dont le chant endort les voyageurs et les force à se noyer, et dont les cris aigus rendent fous. Elle est décrite ainsi : « Elle a une tête de cheval, avec les oreilles dressées et les naseaux distendus, d'énormes yeux verts et une mâchoire effrayante. Elle a des épaules comme un cheval et des mains à l'avant ; mais derrière elle ressemble à un serpent ». Elle est de couleur grise et couverte de fourrure comme un phoque.

### Royaume-Uni

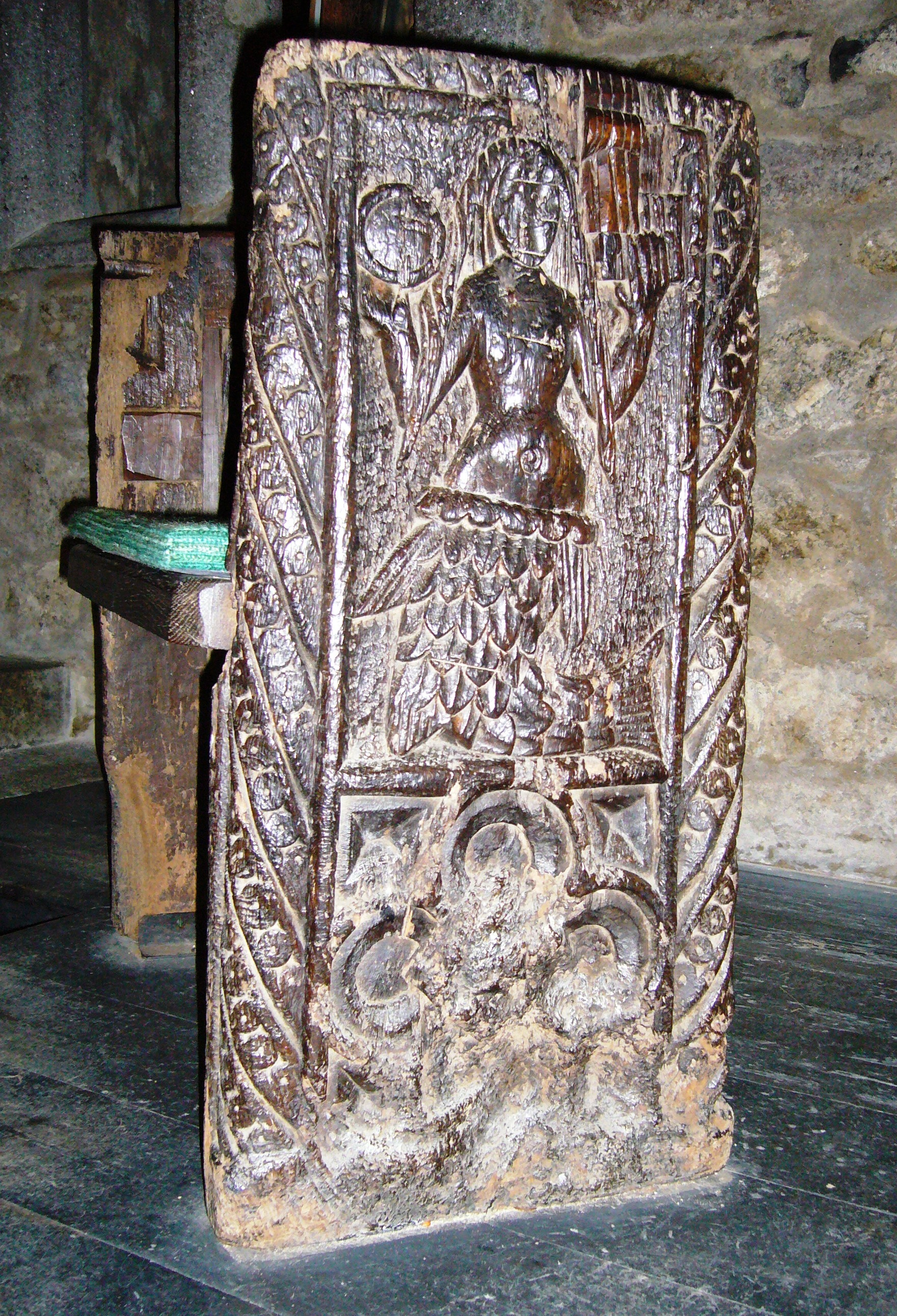
Sculpture de sirène sur un banc, Zennor, Angleterre, XVe siècle.

La sirène est considérée comme un mauvais présage dans le folklore britannique, annonçant ou provoquant un désastre, ou signe de mauvais temps. Elle est une créature sans âme, capable de remonter les rivières, et est parfois décrite comme dépassant les 600 mètres de long. La sirène peut parfois être bienveillante, enseignant aux humains des remèdes contre des maladies. Les tritons, sirènes mâles, sont décrits comme plus sauvages et plus laids que les femelles, avec peu d'intérêt pour les humains.
La chapelle normande du château de Durham, construite au XIe siècle, possède probablement la plus ancienne représentation d'une sirène en Angleterre. On la voit sur un chapiteau orienté au sud, au-dessus de l'un des piliers en pierre normands d'origine.
Plusieurs variantes de la ballade de Sir Patrick Spens (en) mettent en scène une sirène s'adressant aux navires en péril, pour leur annoncer qu'ils ne reverront plus jamais la terre.
Dans la ballade du Clerk Colvill, la sirène séduit le personnage principal et prédit sa perte. Les chercheurs supposent que dans la version complète originale, l'homme aurait été puni pour l'avoir rejetée. Cependant, les variantes scandinaves de la même histoire mettent en scène une femme elfe ou une reine elfe plutôt qu'une sirène.
Dans une histoire, le Laird de Lorntie va secourir une femme qui semble se noyer dans un lac, mais son serviteur l'avertit qu'il s'agit d'une sirène qui aller le tuer.
Une légende raconte qu'une sirène est venue au village de Zennor pour écouter un choriste. Ils sont tombés amoureux et le choriste est allé vivre chez la sirène sur la côte, où l'on peut encore les entendre chanter ensemble. On peut admirer cette sirène sculptée au XVe siècle sur un banc de l'église de Zennor.
Dans la mythologie écossaise, une ceasg est une sirène d'eau douce, mais peu d'informations sont disponibles aujourd'hui.
Les sirènes de l'île de Man, connues sous le nom de ben-varrey, sont considérées comme plus favorables aux humains que celles des autres régions, avec divers récits d'assistance, de cadeaux et de récompenses. Une histoire raconte qu'une sirène a donné un trésor au pêcheur l'ayant sauvée après s'être échouée. Un autre histoire raconte qu'un bébé sirène a été réprimandé par sa mère pour avoir  volé la poupée d'une petite fille, et qu'elle a dû lui apporter un collier de perles pour se faire pardonner. Une troisième histoire raconte qu’une famille de pêcheurs qui faisait régulièrement don de pommes à une sirène a été récompensée par des richesses.

### Irlande
La sirène irlandaise est appelée merrow dans des contes comme « The Lady of Gollerus » publié au XIXe siècle. Une histoire raconte que Lí Ban (en) fut transformée en sirène, et fut baptisée trois siècles plus tard, une fois le christianisme arrivé en Irlande.

### Allemagne

#### Nibelungenlied
Dans la chanson des Nibelungen (XXV), Hagen von Tronje rencontre deux ondines prophétiques, Sigelinde et Hadeburg, se baignant dans le Danube.

Ces deux créatures sont à l'origine des nixes développées dans la littérature germanique ultérieure.

Gravures sur bois de Julius Schnorr von Carolsfeld and Eugen Napoleon Neureuther, 1843
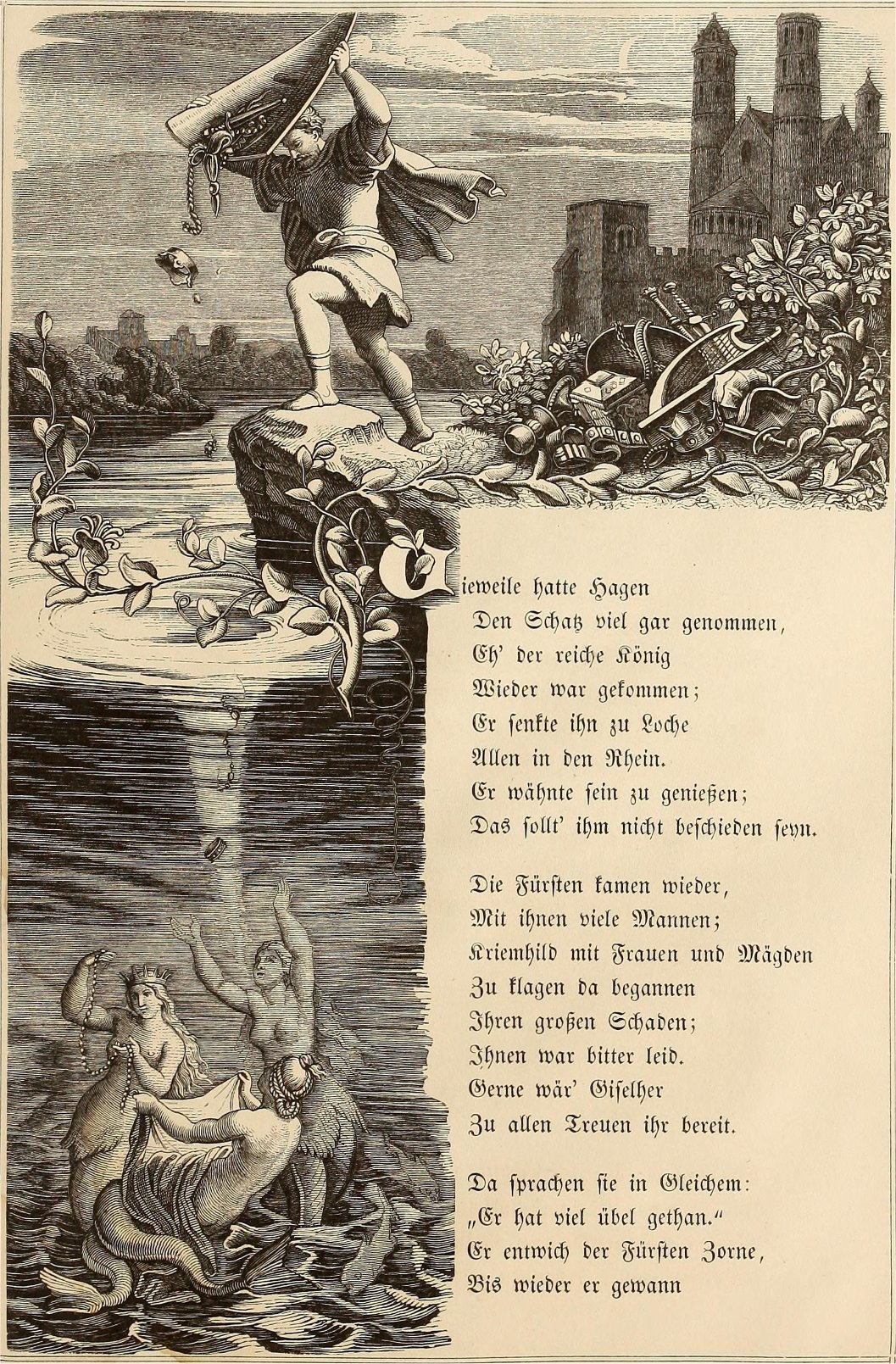
Hagen cache le trésor des Nibelungen dans le Rhin, chant XIX.
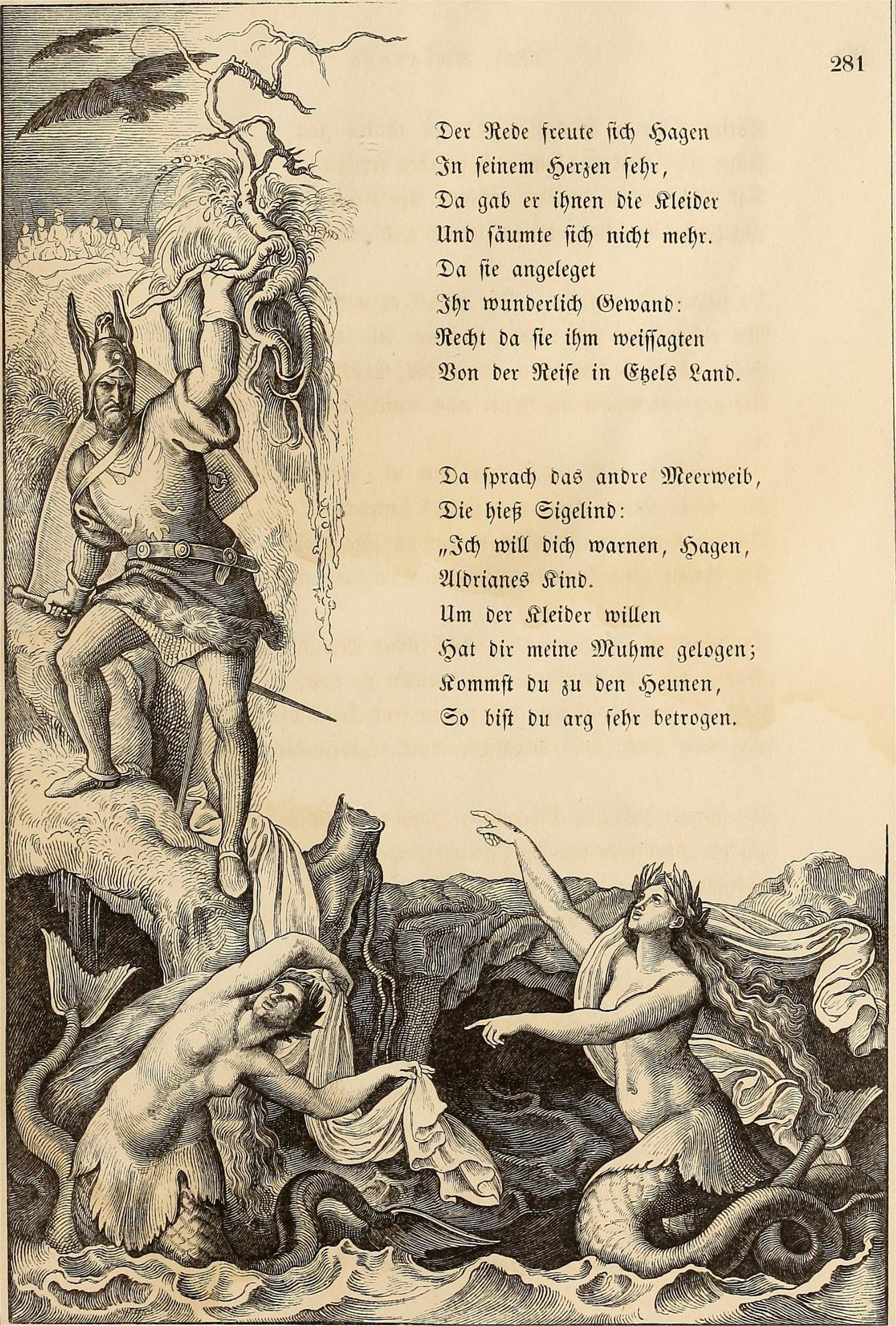
Hagen et les sirènes, Hadeburg and Sigelind. chant XXV.

#### Die Rabenschlacht
Dans le poème épique du XIIIe siècle Die Rabenschlacht (de) (« La bataille de Ravenne »), c'est une sirène, Wâchilt, qui empêche le héros Dietrich de tuer le traître Wittich.
Ce passage existe également dans la Thidreksaga norvégienne du XIIIe siècle, où la créature est appelée sjókona, littéralement « Femme de la mer », et dans une adaptation suédoise du XVe siècle où elle est appelée haffru, nom donné aux sirènes en vieux suédois.

### Europe de l'Est

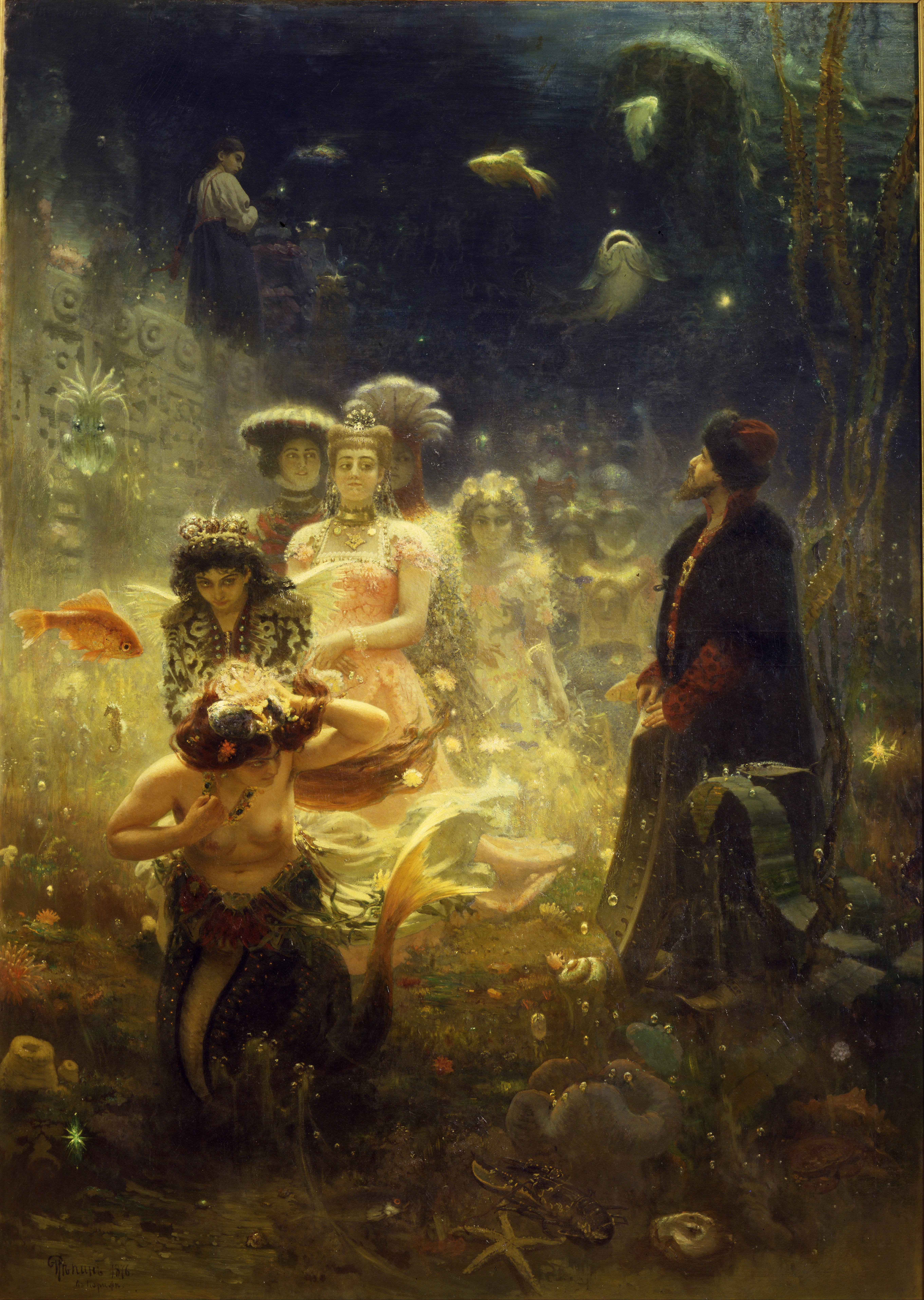
Sadko, par Ilya Repin, 1876.

Dans la mythologie slave, la roussalka est une créature proche de la sirène. Elle est l'incarnation d'une âme non baptisée, d'un enfant mort-né, d'une suicidée ou d'un meurtre par noyade. Elle ressemble à une jolie jeune femme aux yeux pâles et aux longs cheveux vert clair, rappelant les herbes au fond des rivières. Elle habite en eau douce, et danse la nuit sous la lune, attirant les jeunes hommes pour les noyer.
L'un des opéras les plus connus d'Antonín Dvořák est Rusalka, composé en 1901, inspiré du folklore tchèque mettant en scène des éléments similaires aux contes de Friedrich de la Motte-Fouqué dans Ondine et d'Andersen dans La Petite Sirène.
Dans la légende russe Sadko, le riche marchand Sadko est contraint de vivre dans la cour sous-marine du tsar des mers pour ne pas lui avoir payé tribut. Après avoir diverti la cour en jouant de la musique pendant plusieurs jours, le tsar lui offre sa fille en mariage et il peut finalement rentrer chez lui. Le conte a inspiré le poème Sadko de Tolstoï, l'opéra Sadko composé par Nikolai Rimsky-Korsakov et le tableau Sadko d'Ilya Repin.

### Empire byzantin
Dans l'empire byzantin, le terme de sirène a longtemps désigné aussi bien des créatures à moitié poisson qu'à moitié oiseau. Entre le IIe et IVe siècle, le Physiologus privilégie la forme à moitié poisson, mais de façon surprenante, la traduction arménienne la décrit ainsi : « Le corps de ces enchanteresses est celui d'une femme, jusqu'aux mamelles ; le reste tient de l'oiseau, ou de l'âne, ou du taureau », sans mentionner le poisson. Au Xe siècle, l'encyclopédie grecque Souda décrit encore la sirène comme à moitié oiseau.
Une légende grecque, issue du Roman d'Alexandre au IIIe siècle, raconte que Thessaloniké, la soeur d'Alexandre le Grand, fut transformée en sirène quand elle mourut, et continua à vivre dans la mer Égée. Elle demandait à tous les bateaux qu'elle croisait si Alexandre était toujours en vie. Si la réponse était positive, elle calmait la mer et laissait le bateau repartir, sinon, elle provoquait une terrible tempête et coulait le bateau.

### Afrique
Chez les Shonas du Zimbabwe, le njuzu est un esprit aquatique mi-humain mi-poisson, capable de posséder un humain pour lui donner des pouvoirs de guérison.
Dans le folklore zoulou, iNkosazana est une princesse céleste qui peut prendre la forme d'une sirène.
Chez les Batangas au Cameroun, Itongo, la reine de la mer peut apparaître sous la forme d'une jengu, une nymphe mi-femme mi-poisson.
(Dans le vaudou haïtien, héritier du vaudou du Dahomey, la sirène est Mami Wata après les rituels dédiés à la déesse des Eaux pour la fécondité de la femme et dont la principale demeure est l'Océan. Le maître (Hougan) ou la maîtresse (Mambo) de cérémonie lui demande de répéter : « Mamui Ata », ce qui veut dire : « je serre les jambes », afin de garder pendant un moment ce que la déesse a ensemencé. Avec le temps, on nomma la déesse « Amuia Ata », et avec les déformations phonétiques successives, le nom « Mamui Ata » est devenu « Mami Wata », que l'on croit être une adaptation de l'anglais.

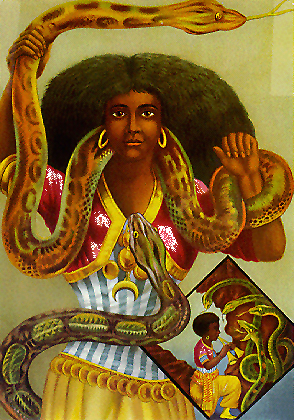
Mami Wata.

Elle est aussi appelée Iemanja dans la tradition du vaudou haïtien ; un culte spécial lui est même consacré (en Haïti, elle n'est pas appelée Iemanja mais plutôt Simbi ; Iemanja est plus usité à Cuba ou au Brésil). C'est la mère des eaux ; déesse crainte des pêcheurs, elle symbolise aussi bien la mer nourricière que l'océan destructeur. Mami Wata est avant tout une divinité éwé dont le culte est très présent sur la côte atlantique du Togo (mais aussi au Nigeria, au Cameroun et au Congo-Brazzaville), où elle symbolise la puissance suprême, de même que la déesse Durga du panthéon hindouiste symbolise la shakti. Mami Wata est souvent représentée en peinture où elle figure sous les traits d'une sirène ou d'une belle jeune femme brandissant des serpents par tous les côtés.)[réf. souhaitée]

### Hindouisme

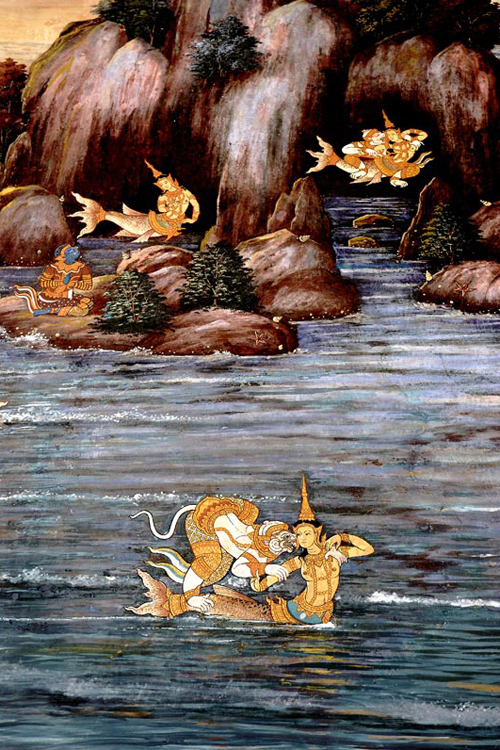
Suvannamaccha et Hanumān, murale de Wat Phra Kaeo à Bangkok.

Dans l'hindouisme, Suvannamaccha, littéralement « poisson d'or », est une fille de Ravana qui apparaît dans les versions cambodgienne et thaïlandaise du Ramayana. C'est une princesse sirène qui essaie d'empêcher le dieu-singe Hanuman de construire un pont vers Lanka, mais tombe finalement amoureuse de lui. Au Cambodge, elle est connue sous le nom de Sovanna Maccha.

### Moyen-Orient

#### Kulullû
Des sceaux-cylindres mésopotamiens datant de la première dynastie de Babylone sont illustrés avec des créatures dont la partie supérieure est humaine et la partie inférieure est une queue de poisson, principalement mâles (kulullû (en) : Homme-poisson). Dans la culture néo-assyrienne, ils sont considérés comme protecteurs, et apparaissent aussi bien dans des sculptures monumentales que sur des petites figurines.

#### Déesse syrienne Dercéto

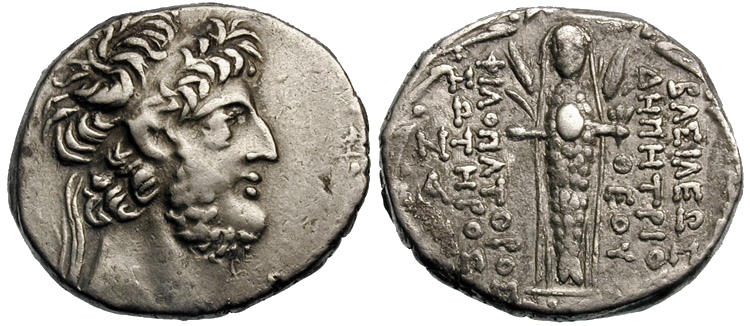
La déesse Dercéto, poisson à tête de femme, sur le revers d'une pièce de Démétrios III.

Une déesse ressemblant à une sirène, identifiée par les écrivains grecs et romains comme Dercéto ou Atargatis, était vénérée à Ashkelon. Au Ier siècle av. J.-C., Diodore de Sicile raconte le mythe de Dercéto, qui donne naissance à une fille hors mariage. De honte, elle l'abandonne dans le désert et va se noyer dans un lac, où elle se transforme en poisson à tête de femme. Sa fille, Sémiramis, devient reine de Babylone et épouse Onnes, un général de l'armée de Ninos roi de Ninive.
Certains chercheurs rapprochent Onnes du mythe mésopotamien d'Oannès et des sept sages hommes-poissons.

### Chine
Le recueil de légendes de l'antiquité chinoise Shanhaijing datant du IVe siècle av. J.-C. décrit le peuple Di ayant une tête humaine et un corps de poisson, sans pied,. Il mentionne également plusieurs espèces de poissons à tête humaine, telles que le chiru dont le cri ressemble à celui du canard mandarin et dont la chair soigne la gale,.
Le recueil de récits chinois Taiping  publié au Xe siècle rapporte l'existence du Hairen yu, littéralement « poisson humain de mer ». Cette créature pacifique mesure entre 150 et 190 cm, a les mains et le visage d'une belle femme ou d'un bel homme avec les organes sexuels associés, mais n'a pas de jambe. La légende raconte que les veuves et veufs les capturent pour avoir des relations sexuelles.

### Corée
Dans les légendes coréennes, le terme ineo, littéralement « poisson humain », est utilisé pour plusieurs types d'humanoïdes aquatiques, avec des jambes ou une queue de poisson.
Dans le recueil d'histoires Eou yadam (en) datant du XVIe siècle, dans une première histoire une ineo est décrite comme nageant comme une tortue de mer, suggérant la présence de quatre nageoires, tandis que d'autres histoires la décrivent comme capable de relations sexuelles, sous-entendant une forme humaine plus complète.
L'ineo est généralement bienveillante. Plusieurs contes décrivent une ineo capturée par des pêcheurs. Une fois libérée, les filets du pêcheur seront toujours pleins. Elle peut également être une femme fidèle, telle Sinjike de l'île de Geomun, qui après sa mort se transforma en sirène et resta fidèle à son mari, tout en avertissant les pêcheurs des tempêtes approchant.
Une exception notable est le conte de Nanggan, la nonne bouddhiste. Nanggan, fille d'un pêcheur, consomma un jour de la chair d'ineo qui la rendit magnifique et éternellement jeune. En contrepartie, son éventuel mari serait condamné à mourir jeune. Incapable de se trouver un mari et de fonder une famille, elle séduisit et tua plus de 3000 hommes en absorbant leur vitalité. À l'âge de 120 ans, elle se convertit au bouddhisme pour expier ses pêchés. Cependant, toujours jeune et belle, elle était constamment poursuivie par d'innombrables hommes et décida de disparaître dans les montagnes.

### Japon

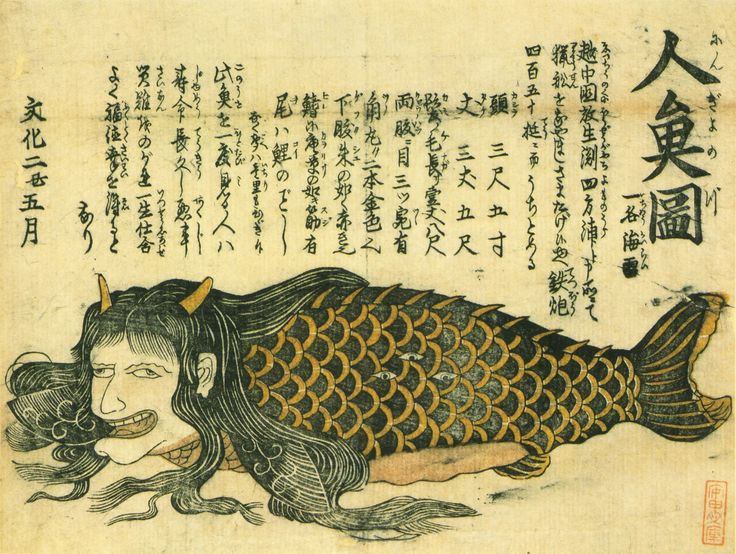
Un poisson à tête de femme, 1805.

L'équivalent japonais de la sirène est la ningyo (人魚, littéralement « poisson humain »). Le recueil d’histoires Kokon Chomonjū (en) datant du XIIIe siècle, décrit des poissons dotés de visages humains, mais avec des bouches protubérantes dotées de dents, et des traits proches de ceux des singes. La première encyclopédie illustrée du Japon, Wakan sansai zue, parue au XVIIIe siècle, présente la créature avec un haut du corps féminin et une queue proche de celle d’un poisson.  La figure de la ningyo était généralement considérée comme malveillante, et l'attraper déclencherait des tempêtes et attirerait la malchance. Quand une ningyo s'échoue sur le rivage, elle est annonciatrice d'une guerre ou d'une calamité à venir.
Il existe un conte semblable au conte coréen de Nanggan, mettant en scène Yao Bikuni, la religieuse de 800 ans. Elle consomma également de la chair de ningyo, devint magnifique et éternellement jeune, et finit par devenir une religieuse bouddhiste.

## D'un point de vue scientifique

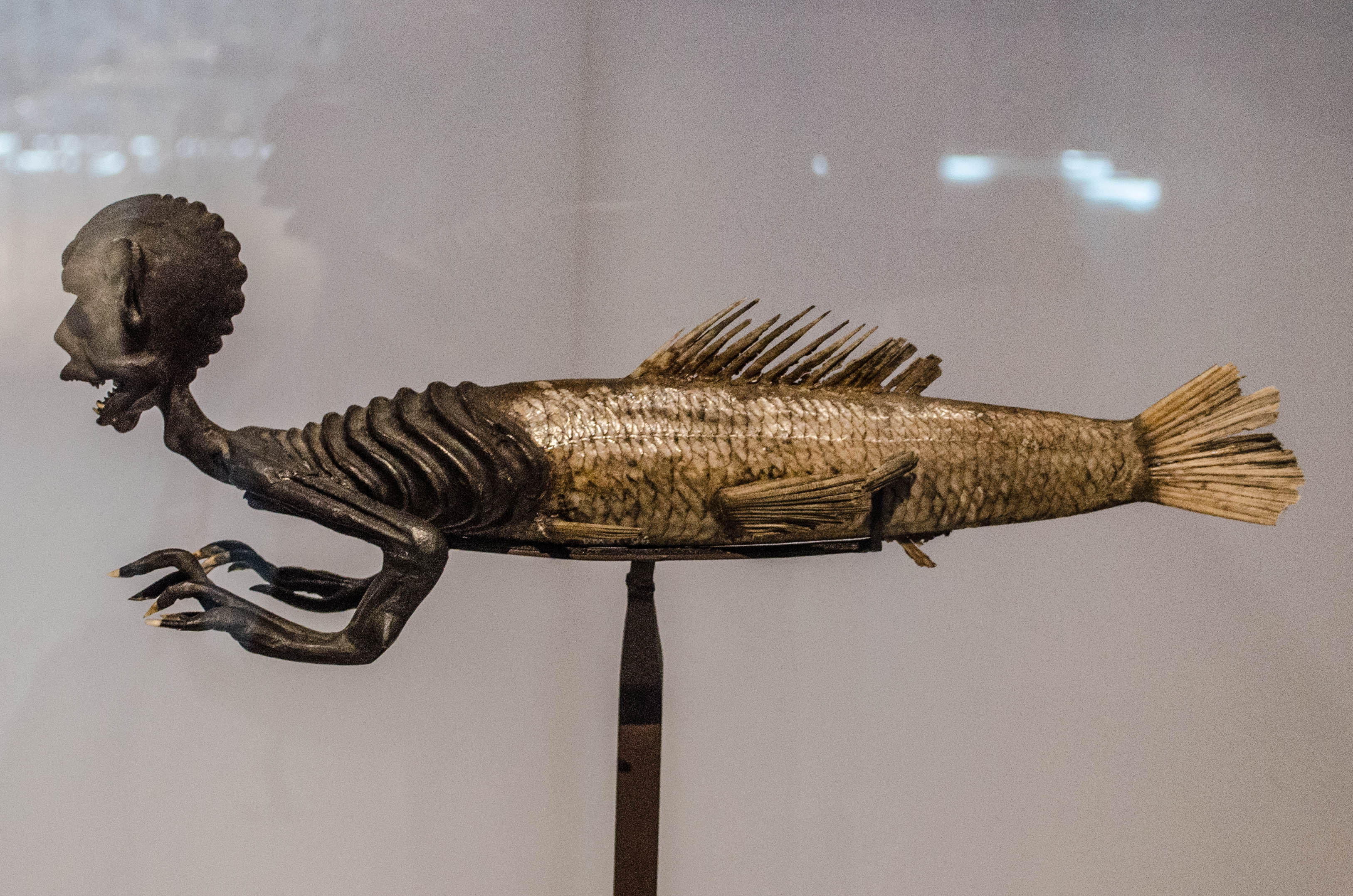
« Sirène » fabriquée en Extrême-Orient, XIXe siècle, MuCEM, Marseille.

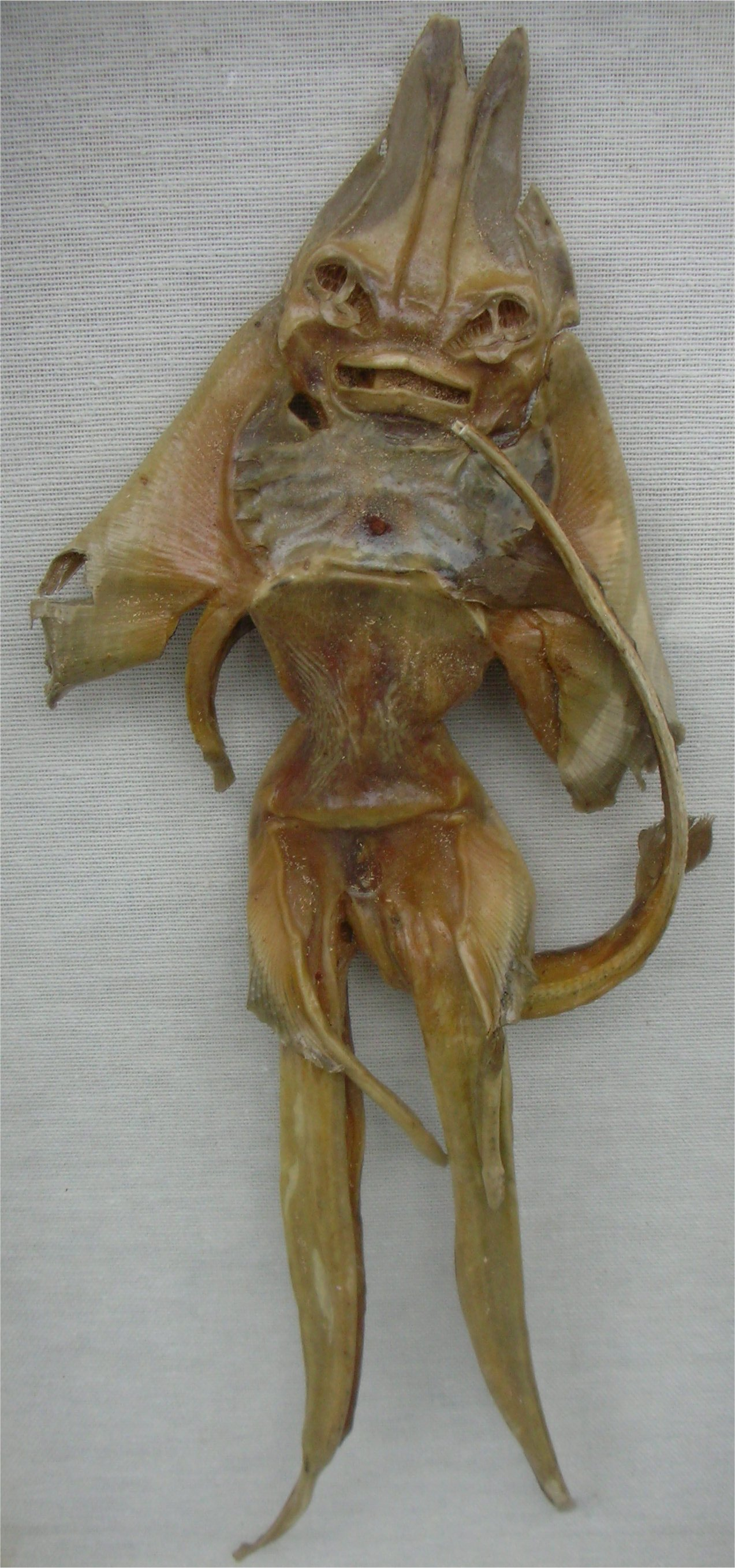
Taxidermie (Jenny Haniver), faux poisson-diable, vraie raie-guitare.

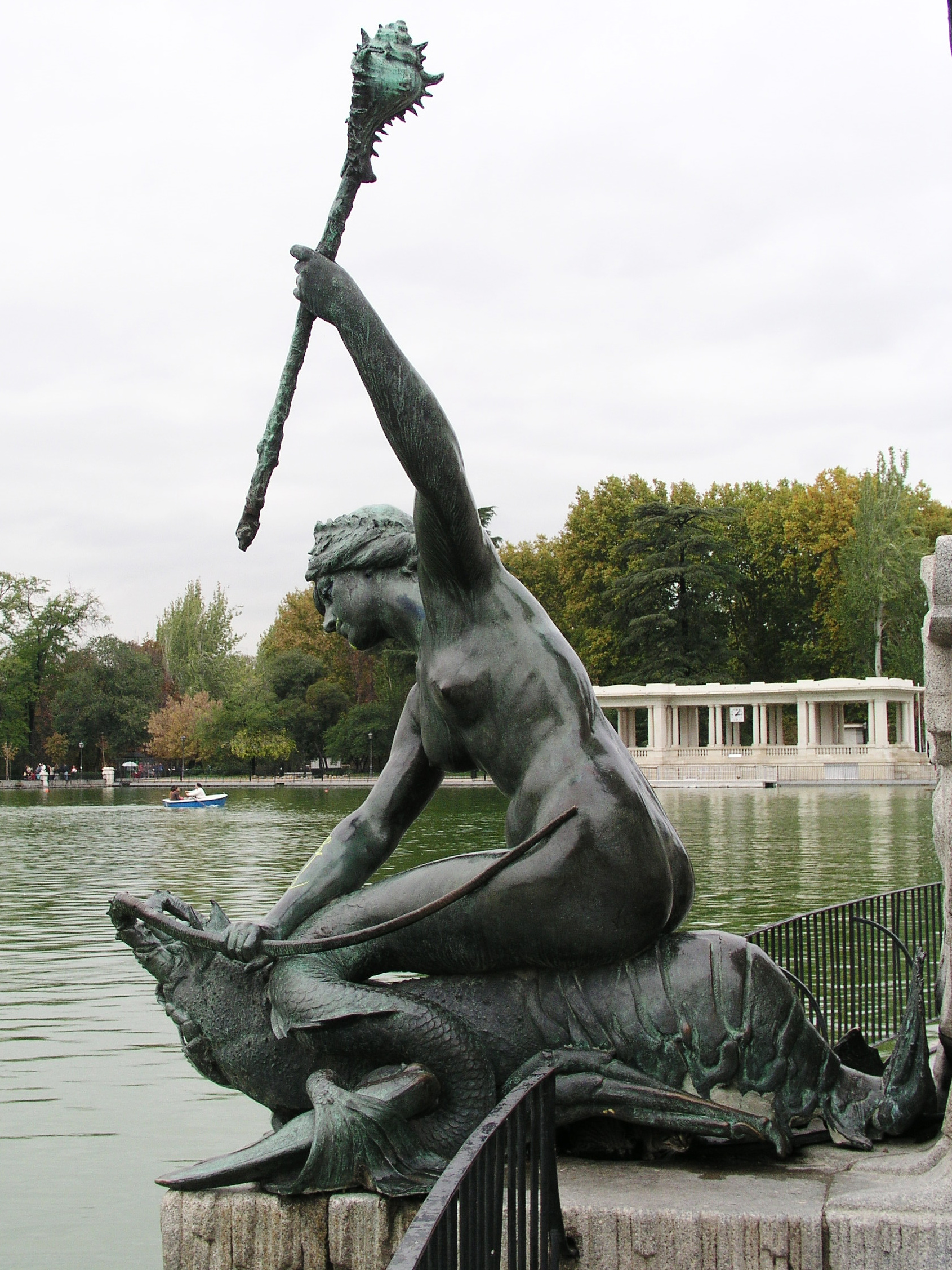
Statue du XXe siècle d'Antonio Parera Saurina dans le parc du Retiro.

Il se peut que l'origine des sirènes se trouve dans les récits des navigateurs, qui les confondaient avec des animaux marins rares, comme les lamantins ou les dugongs. Dans une logique évhémériste, la longue queue des lamantins, leurs mamelles, qui évoquent des seins, ainsi que leurs cris plaintifs sont rapprochés de l'apparence physique et des chants que la tradition prête aux sirènes. Il semble probable que Christophe Colomb ait pris des mammifères marins de ce type pour des sirènes.
En 1403, près d'Edam en Hollande, un spécimen aurait été capturé par deux jeunes filles. Mais il s'agissait d'une femme, trouvée nue dans l'eau et ne parlant aucune langue connue, qui fut surnommée la « sirène d'Edam ». Elle vécut avec les humains pendant plusieurs années et aurait été enterrée selon les rites de la religion chrétienne.
Au XVe siècle, le naturaliste allemand Johannes de Cuba les fait vivre dans des gouffres au fond des mers. « On les trouve souvent dans les mers et parfois dans les rivières », dit de son côté l'écrivain flamand Jacob Van Maerlant.
D'illustres navigateurs ont dit avoir rencontré des sirènes : Christophe Colomb, en 1493, en aurait vu trois près des côtes de Saint-Domingue, « mais elles n'étaient pas aussi belles qu'on les décrit… », un avis qui n'est pas partagé par les marins d'un navire américain qui ont observé, vers 1850, près des îles Sandwich (Hawaï), une sirène « d'une grande beauté qui ne cédait en rien aux plus belles femmes ». Ces sirènes sont certainement des mammifères marins, tels les lamantins et les dugongs, qui vivent dans les eaux peu profondes des archipels, des lagunes et estuaires.
Des pastiches de sirènes « desséchées » sont fabriqués dès le XVIe siècle (qui voit le retour des grands voyages) et exposés dans les foires et les musées. Au XVIIe siècle, à Leyde, un certain Pavio dissèque une sirène en présence du célèbre médecin Johannes de Laet, apportant un certain crédit scientifique à l'animal fabuleux. La tête et la poitrine sont humaines mais, du nombril au pied, l'être est informe et sans queue. Mais c'est surtout au XIXe siècle qu'ils attirent les foules. Ces monstres sont fabriqués au Japon, en Inde ou en Chine. Le haut du corps est constitué d'un buste d'orang-outan ou de guenon et la queue est celle d'un gros poisson. Des fœtus atteints d'une déformation telle que la sirénomélie (une seule jambe centrale au lieu de deux) peuvent également avoir participé au mythe, mais cette grave mutation ne permet généralement pas la survie de l'enfant, ce qui limite la possibilité de se procurer de grands squelettes.
En 1758, les sirènes font l'objet d'une courte note dans le Systema naturae de Carl von Linné (ouvrage qui fonde la classification scientifique du vivant) sur la base d'un spécimen brésilien dont il juge la description « paradoxale », et qu'il range à côté des mammifères en « incertae sedis ». En 1831, Georges Cuvier les place, toujours avec méfiance, parmi les amphibiens (malgré la présence alléguée d'oreilles) dans son Règne animal distribué d'après son organisation. Par la suite, ce taxon est rapidement abandonné des classifications scientifiques faute de spécimens ou de descriptions crédibles.
Bien que l'existence des sirènes ne soit plus envisagée par les scientifiques depuis le XIXe siècle, certains scientifiques ont continué de s'intéresser, avec plus ou moins de sérieux, à ces animaux fabuleux, notamment en tant que modèle d'étude virtuel ou pédagogique pour montrer le fonctionnement d'une démarche scientifique à partir d'un nombre d'informations limitées (cela fut également fait avec les licornes). Le grand océanologue américain Karl Banse leur a par exemple consacré un article en 1990 dans la très sérieuse revue Limnology and Oceanography, où il infère le mode de vie, la répartition et l'évolution hypothétiques des sirènes à partir des quelques sources qui avaient pu être considérées crédibles plusieurs siècles plus tôt. Selon lui, les sirènes seraient des mammifères marins et n'auraient donc pas d'écailles (celles-ci étant rajoutées par les artistes n'ayant pas vu de spécimen réel, comme cela se fit longtemps pour les dauphins), et leur corpulence limiterait leur répartition aux eaux les plus chaudes des tropiques (d'où la séparation en plusieurs espèces, par bassin océanique). Toujours selon Banse, les sirènes auraient un mode de vie agricole (algues, mollusques) relativement peu évolué technologiquement du fait de l'impossibilité de produire du feu sous l'eau, mais avec un système social assez avancé ; elles complèteraient éventuellement leur régime alimentaire par de la chair humaine, ce qui expliquerait leur habitude de charmer les marins pour les emmener dans les profondeurs.

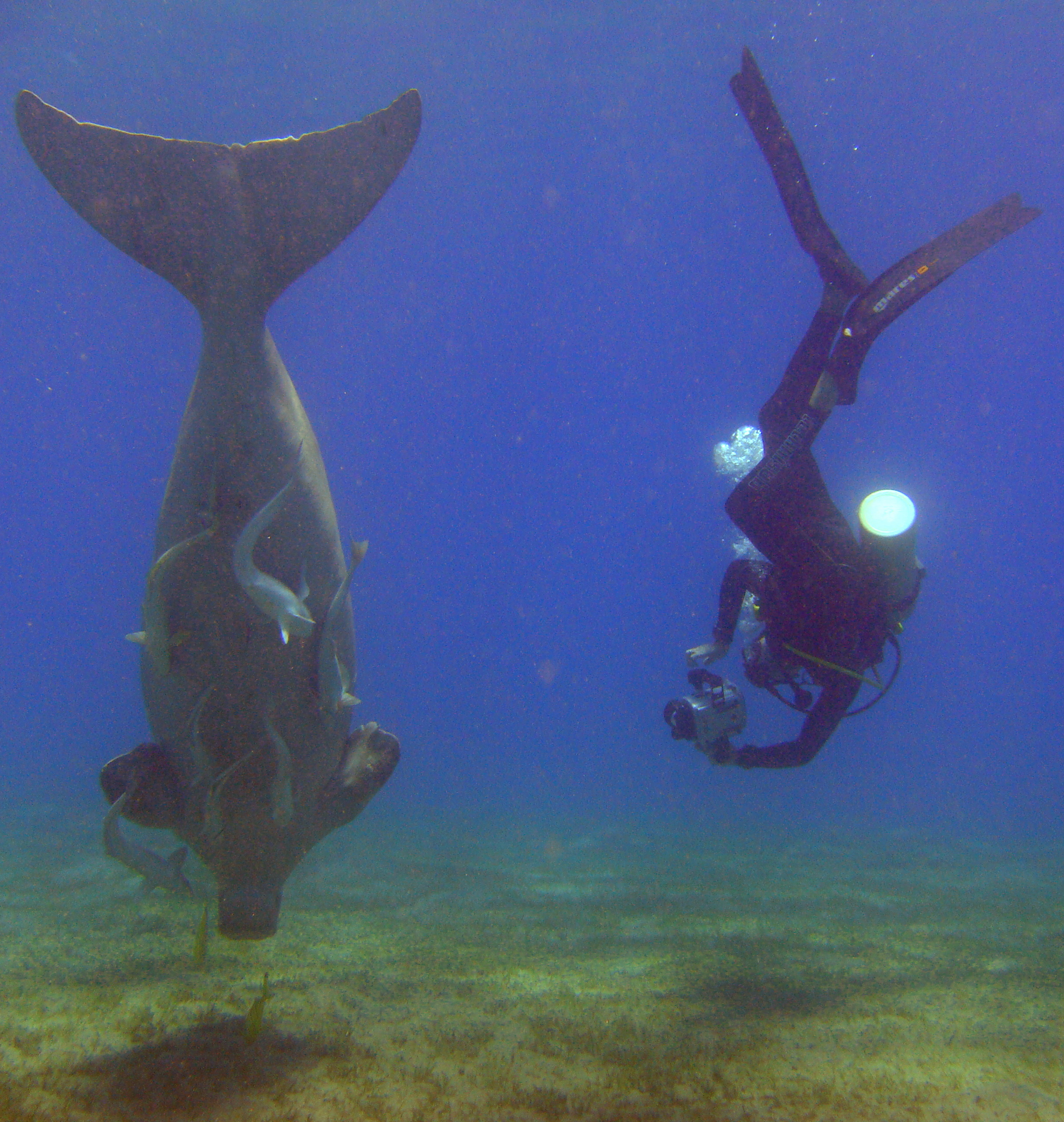
Les siréniens sont les animaux les plus proches de ce à quoi pourrait ressembler une sirène.

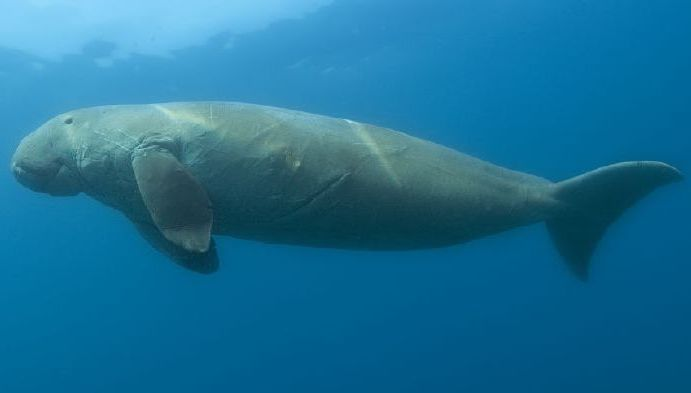
Silhouette de Dugong.

À l'inverse, certaines études se sont intéressées aux problèmes biologiques qui empêchent l'existence d'êtres comme les sirènes. Plusieurs paramètres physiologiques rendent en effet impossible qu'un animal d'une telle apparence puisse être viable :
La températureLes homininés sont adaptés à la vie aérienne, et la survie dans une eau même à 20 °C ne dépasse pas 35 heures pour les humains les mieux constitués. Ainsi, des êtres tels que les sirènes devraient, pour conserver une température interne viable, suivre les stratégies des autres mammifères marins : soit adopter une importante couche de graisse sous-cutanée et des membres réduits (ce qui les ferait ressembler à des lamantins), soit adopter une fourrure épaisse et abondante, nécessitant un entretien constant (comme la loutre de mer), soit, mieux, les deux (comme les phoques). Dans tous les cas, la peau devrait être très épaisse pour conserver la chaleur, et l'allure générale potelée pour optimiser le ratio volume/surface de manière à limiter les échanges thermiques.
L'hydrodynamismeUne créature à buste de femme, même pourvue d'une puissante queue, ne pourrait pas atteindre des vitesses de natation suffisantes pour échapper à un prédateur, ou attraper du poisson. Les nourrissons seraient ainsi particulièrement vulnérables (requins, orques, léopards de mer…). Pour pallier ce défaut, les sirènes devraient au moins êtres nidifuges, être chauves, avoir un visage allongé (si possible un rostre), un corps plus tubulaire (avec des seins réduits en dehors des périodes d'allaitement), des bras courts et larges et enfin une peau épaisse, lisse et luisante, si possible couverte d'un mucus hydrophobe.
L'idée d'un primate s'adaptant à un mode de vie exclusivement aquatique n'est pas inenvisageable scientifiquement, mais cela demanderait des millions d'années d'évolution et des modifications corporelles considérables (ce fut par exemple le cas des cétacés, des siréniens et des pinnipèdes), et cet animal ne pourrait plus survivre en surface, le métabolisme nécessitant des adaptations majeures (impossible de boire de l'eau douce, par exemple).
Il existe cependant une théorie du primate aquatique qui postule que certains caractères propres à l'homme (absence de poils, bipédie, nez, etc.) seraient des adaptations à une vie amphibie (mais pas maritime). Cette théorie n'est cependant pas confirmée scientifiquement, et reste considérée comme fantaisiste en l'absence d'éléments paléontologiques concrets.

## Sirènes dans la culture populaire

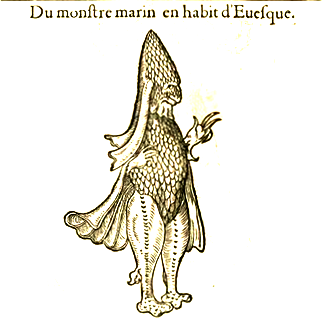
Évêque marin, merman de la Baltique (Pologne, 1431 ou 1531, dessin 1558).

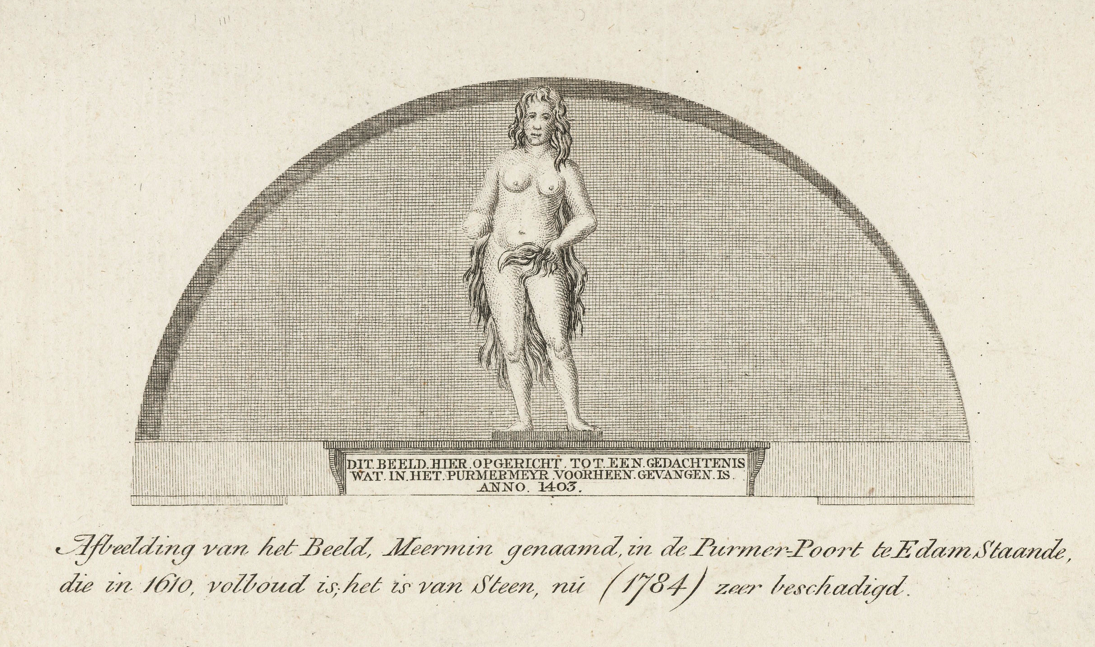
Sirène d'Edam.

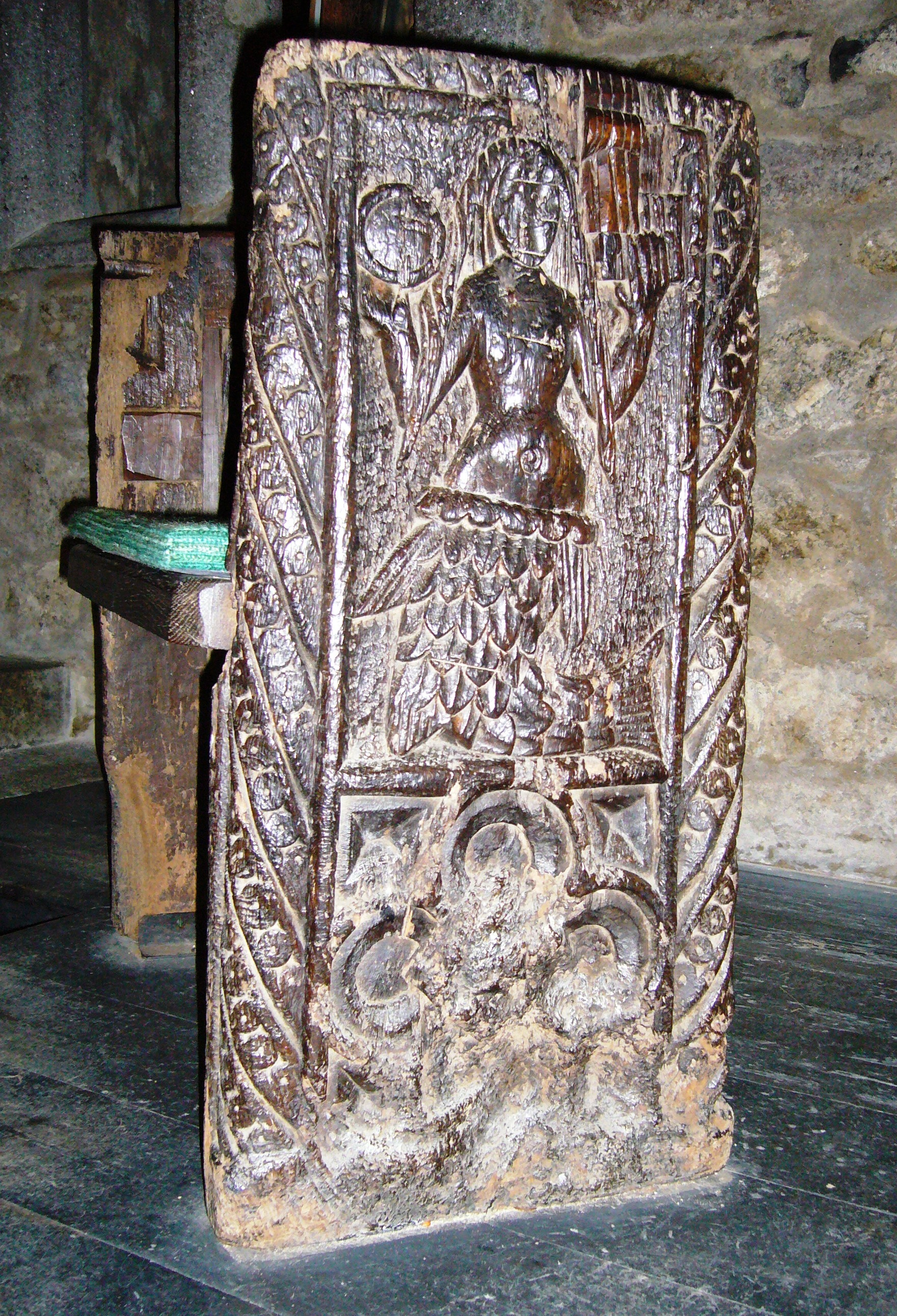
Sirène de Zennor.

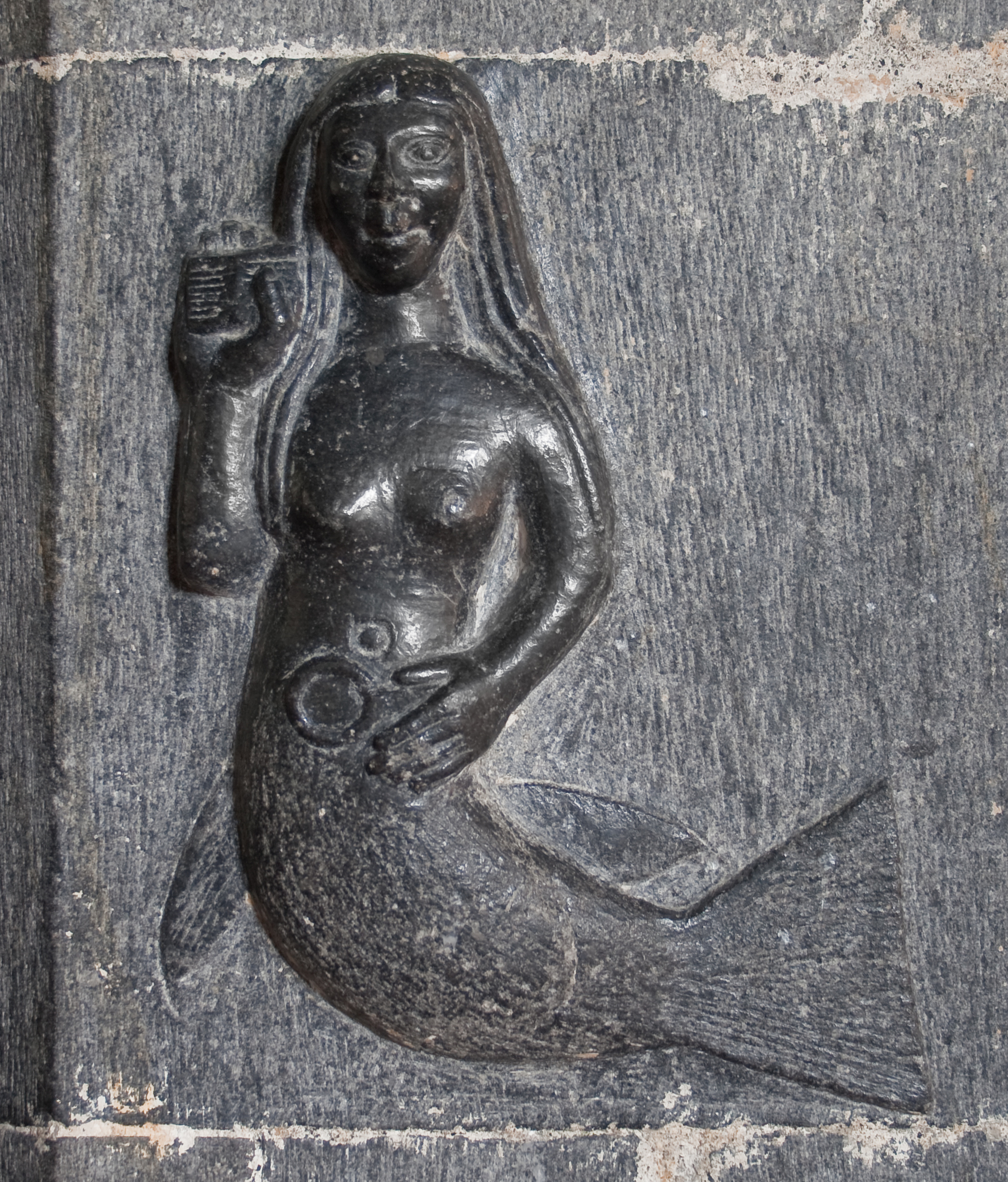
Merrow (Irlande).

- 1403, la légende de la Sirène d'Edam.
- 1517, l'histoire de l'Évêque marin amené de la Mer baltique au roi de Pologne.
- 1837, La sirène du Dniepr de Markian Chachkevytch.
- 1873, la légende de la Sirène de Zennor (Cornouailles).
- 1876, dans le conte La Petite Sirène, écrit par Hans Christian Andersen, le personnage principal est une sirène.
- 1911, dans le conte Peter Pan, écrit par J. M. Barrie, des personnages de sirènes sont abordés.
- 1968, dans le film La Petite Sirène/Rusalochka, réalisé par Ivan Aksenchuk et produit par Soyuzmultfilm, le personnage principal est une sirène.
- 1968, dans le court-métrage d'animation Sirène, réalisé par Raoul Servais, une sirène, animée grâce à la musique d'un flûtiste, se fait assassiner en essayant de le délivrer du port dans lequel il est tenu prisonnier.
- 1975, dans le film La Petite Sirène, réalisé par Tomoharu Katsumata et produit par Toei, le personnage principal, Marina, tombe amoureuse d'un prince.
- 1976, dans le film Malá mořská víla de Karel Kachyna, avec Miroslava Šafránková et Libuše Šafránková.
- 1976, dans le film L'Ondine Triste/La Petite Sirène/Russalotschka/Rusalka, Bulgarie/RSS, Vika Novikova, Sirène, le personnage principal, est une sirène.
- 1984, dans le film Splash, Daryl Hannah interprète le rôle de Madison, une sirène tombant amoureuse d'un humain.
- 1989, dans le long métrage d'animation La Petite Sirène, des Studios Disney, le personnage principal, Ariel, tombe amoureuse du prince Eric.
- 1995, dans la série télévisée d'animation franco-benelux-japonaise Le Prince et la Sirène, le personnage principal est une sirène.
- 2000, dans le livre et le film Harry Potter et la Coupe de feu, des personnages de sirènes sont abordés.
- 2003, dans l'anime et le manga Mermaid Melody, les personnages principaux sont des sirènes.
- 2003, dans les deux premiers épisodes de la 5e saison de la série télévisée Charmed appelés : Les Sirènes de l'Amour, les sœurs Halliwell doivent sauver une sirène des griffes d'une sorcière des mers.
- 2003, dans le téléfilm Sirènes, trois sirènes unissent leurs forces pour tenter de retrouver les assassins de leur père.
- 2005, dans la série télévisée Supernatural, la sirène manipule et tente de tuer les protagonistes.
- 2006, dans la série télévisée australienne H2O, les personnages principaux sont des sirènes.
- 2006, dans le film Aquamarine, le rôle principal de la sirène est tenu par Sara Paxton.
- 2006, dans le long métrage d'animation Barbie : Mermaidia, la poupée mannequin tente de sauver son ami, le prince Nalu, kidnappé par une cruelle sorcière, avec l'aide de son amie sirène, prénommée Nori.
- 2009, dans le long métrage d'animation Ponyo sur la falaise de Hayao Miyazaki, c'est une libre interprétation du conte La Petite Sirène' d'Andersen.
- 2011, dans la nouvelle littéraire Mermaid, écrite par Carolyn Turgeon, le personnage principal est une sirène.
- 2011, dans la série d'ouvrages littéraires à succès appelée Le Royaume de Lénacie, écrite par Priska Poirier, le personnage principal, Marguerite, découvre qu'elle est une syrmain, c'est-à-dire un être ayant la possibilité d'être à la fois humaine et sirène.
- 2011, dans le film Pirates des Caraïbes : La Fontaine de Jouvence, on rencontre les sirènes dans la mer des Âmes perdues et les pirates doivent acquérir une larme d'une de ces créatures dans l'une des deux coupes qui contiennent l'eau de la Fontaine de Jouvence.
- 2011, début de la diffusion de la série télévisée d'animation humoristique française Zig et Sharko (aussi titrée La Sirène, la Hyène et le Requin) dont un des personnages principaux est la naïve sirène Marina, que le requin Sharko réussit à protéger dans chaque épisode, in extremis, contre les perpétuelles machinations de la hyène Zig, qui cherche à la dévorer.
- 2012, sortie de l'album Ô filles de l'eau de Nolwenn Leroy dont est issu le clip de la chanson Sixième Continent où la chanteuse se dévoile sous l'apparence d'une sirène pour dénoncer la pollution des océans. La couverture de l'album représente également une sirène.
- 2013, dans la série télévisée australienne Mako Mermaids, le personnage principal, Zac, découvre qu'il est devenu un triton doté d'une puissante queue de poisson bleue.
- 2014, dans le film d'épouvante Mamula, le monstre est une sirène.
- 2016, dans la série télévisée The Vampire Diaries, la sirène manipule et tente de tuer les protagonistes.
- 2016, dans le livre La Sirène de Kiera Cass, le personnage principal est une sirène.
- 2018, dans la série télévisée américaine Siren, qui met en scène quelques sirènes qui sont en contact avec le monde des humains, le mythe de la gentille sirène est tourné de façon que les différents mythes soient réunis autour de cette créature.
- 2019, dans le film The Lighthouse, réalisé par Robert Eggers, un des personnages principaux se fait hanter à plusieurs reprises par une sirène.
- 2019, dans le film Les Enfants de la Mer, réalisé par Ayumu Watanabe et adapté du Manga de Daisuke Igarashi, les personnages Umi et Sora sont des enfants aux capacités surnaturelles car ayant été élevés par des dugongs[83]. Ceci fait référence au fait que des dugongs ont été pris pour des sirènes par le passé.
- 2020, dans le film français Une sirène à Paris.
- 2022, dans la série Mercredi, réalisée par Tim Burton, il existe un clan de sirènes. Ces sirènes utilisent leur chant pour influencer le comportement des autres et n'acquièrent une queue de poisson que lorsqu'elles entrent dans l'eau.

## Galerie

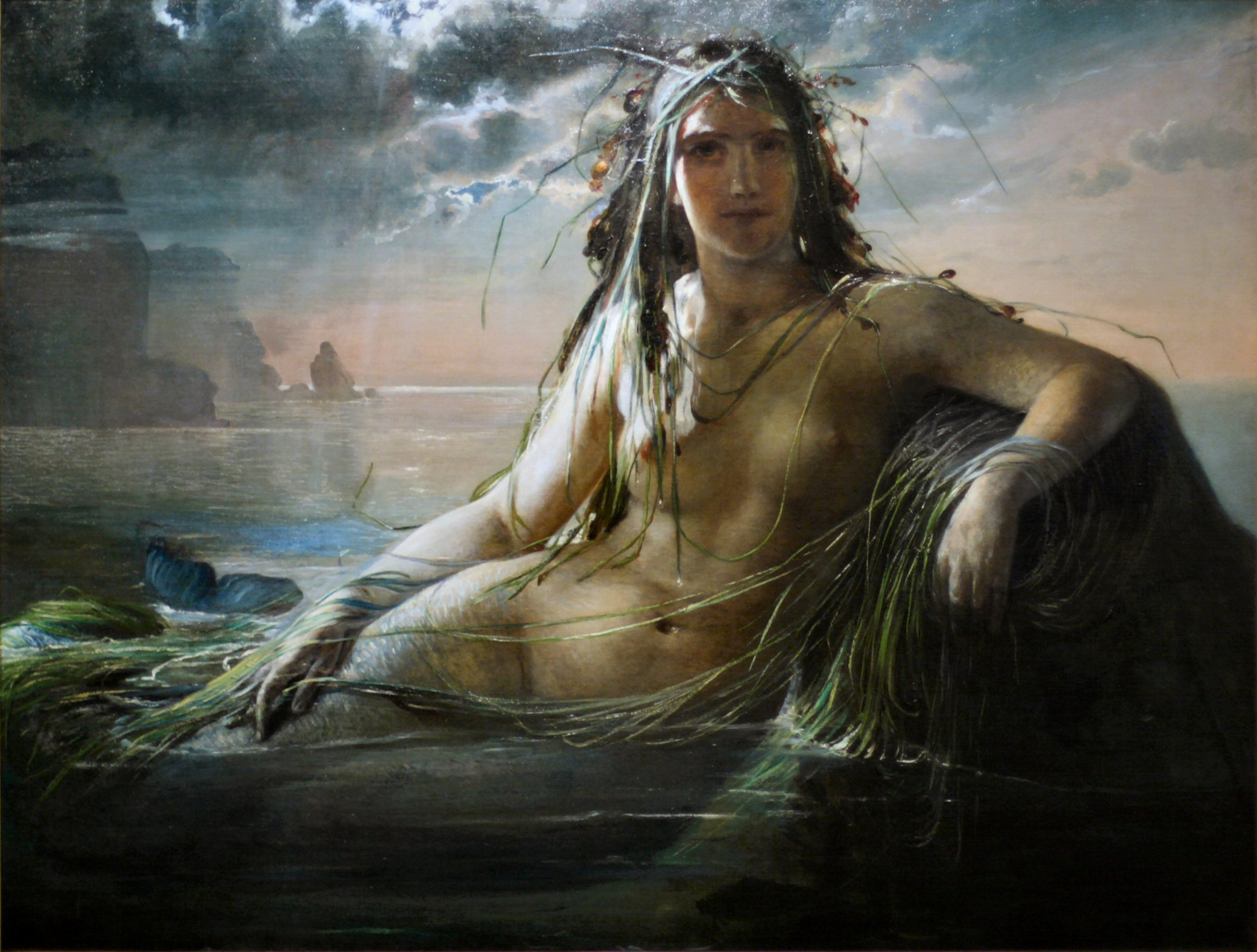
Havfrue de Elisabeth Jerichau-Baumann (1873).
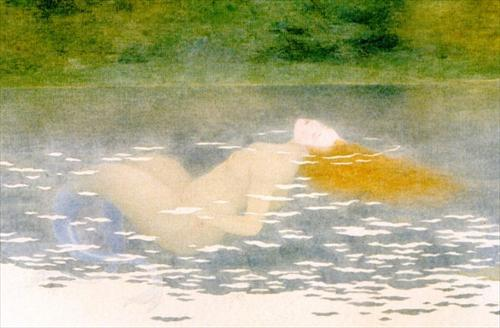
Louis-Maurice Boutet de Monvel (1885).
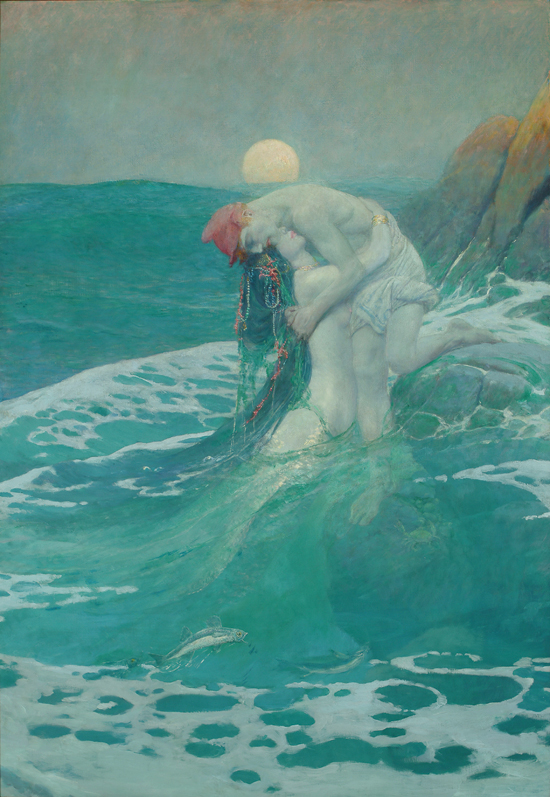
The Mermaid de Howard Pyle (1910).
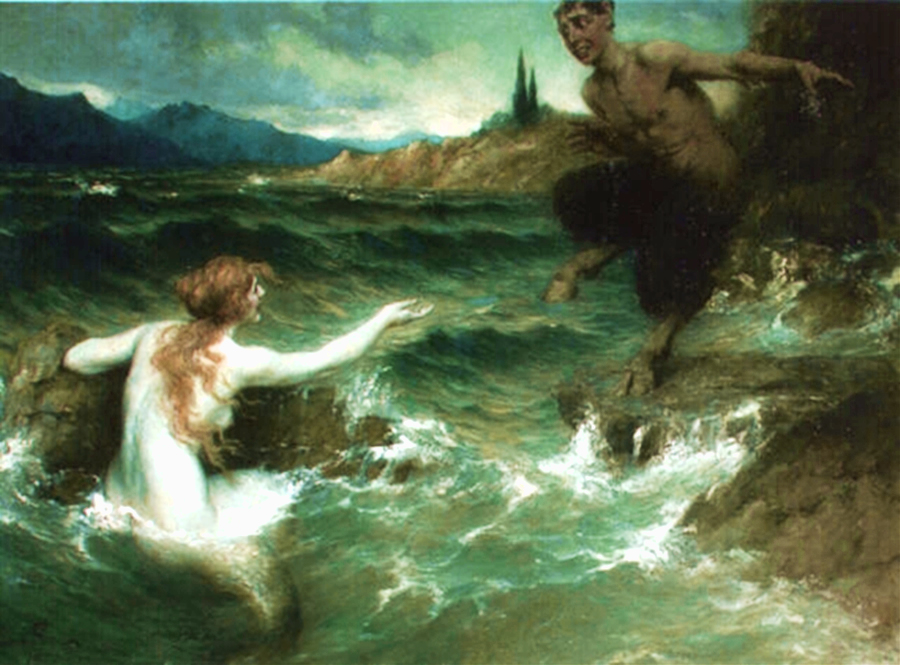
The Mermaid and the Satyr par Ferdinand Leeke (1917).
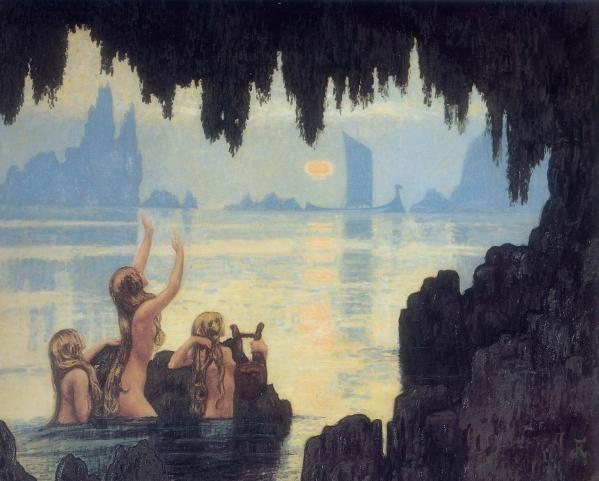
Mermaids de Jean Francis Auburtin (circa 1920).
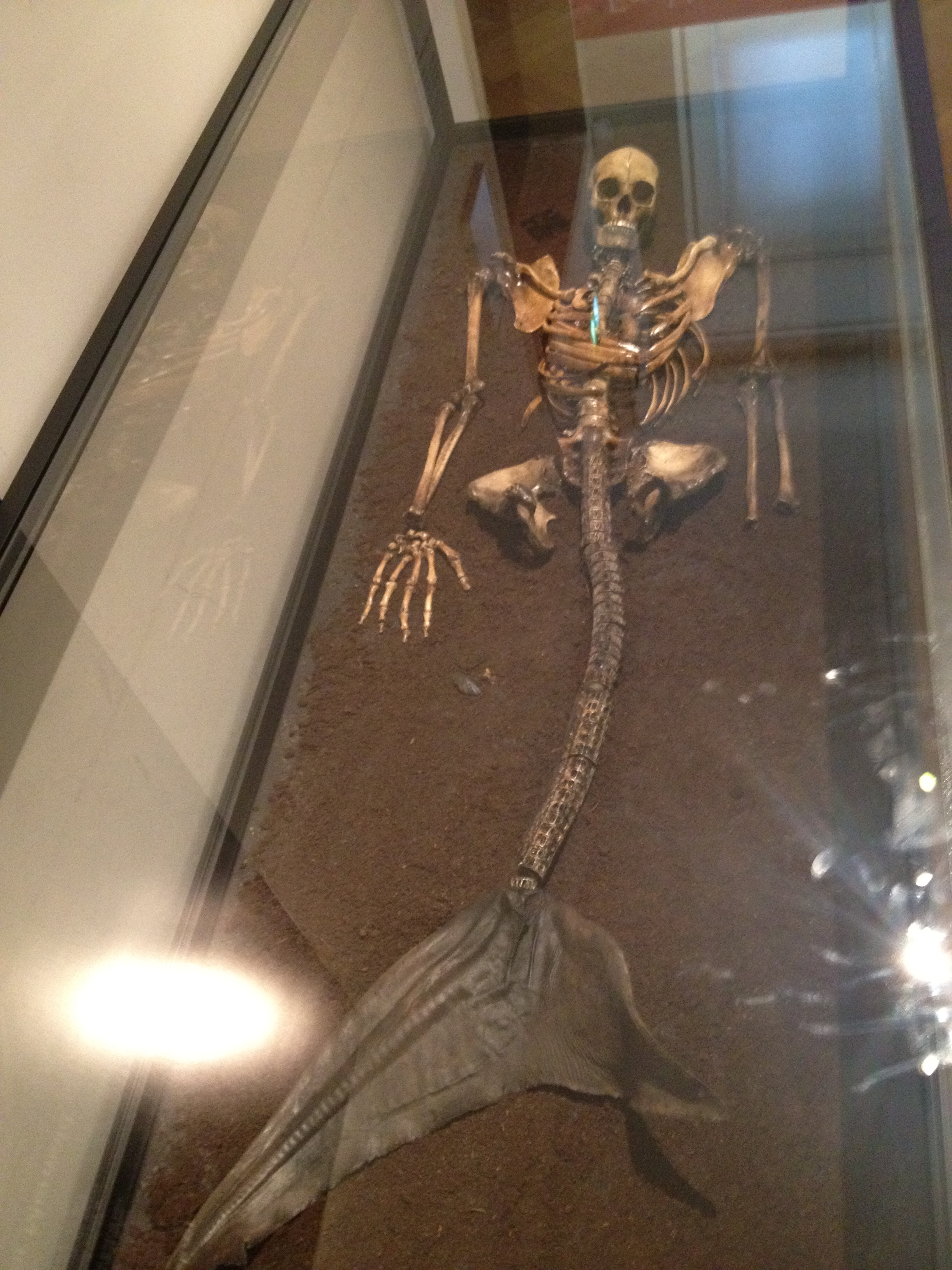
Squelette humoristique de sirène au musée national du Danemark.
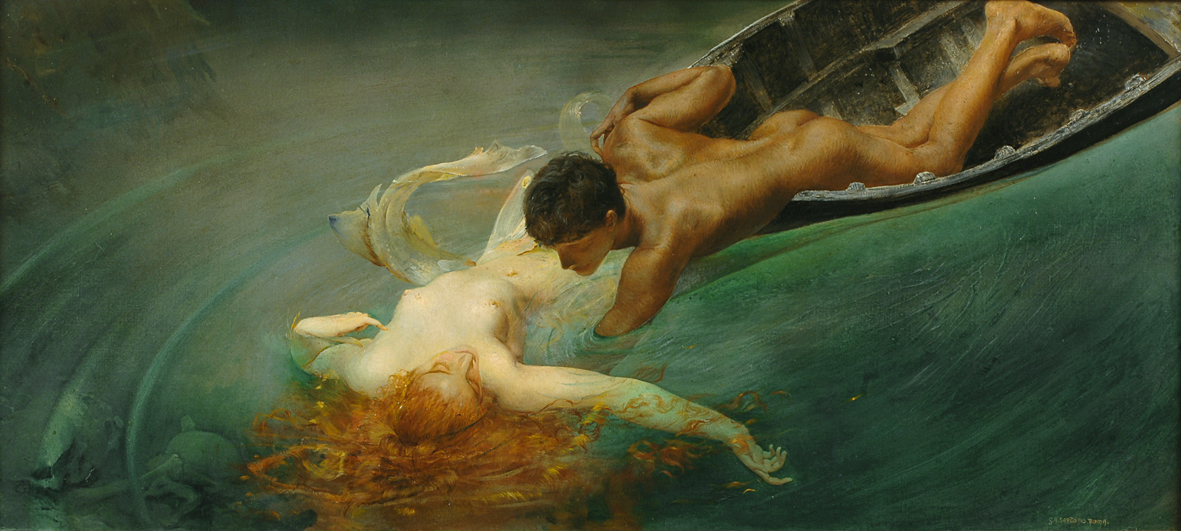
La sirène et le pêcheur, chef-d'œuvre de 1893 de Giulio Aristide Sartorio.
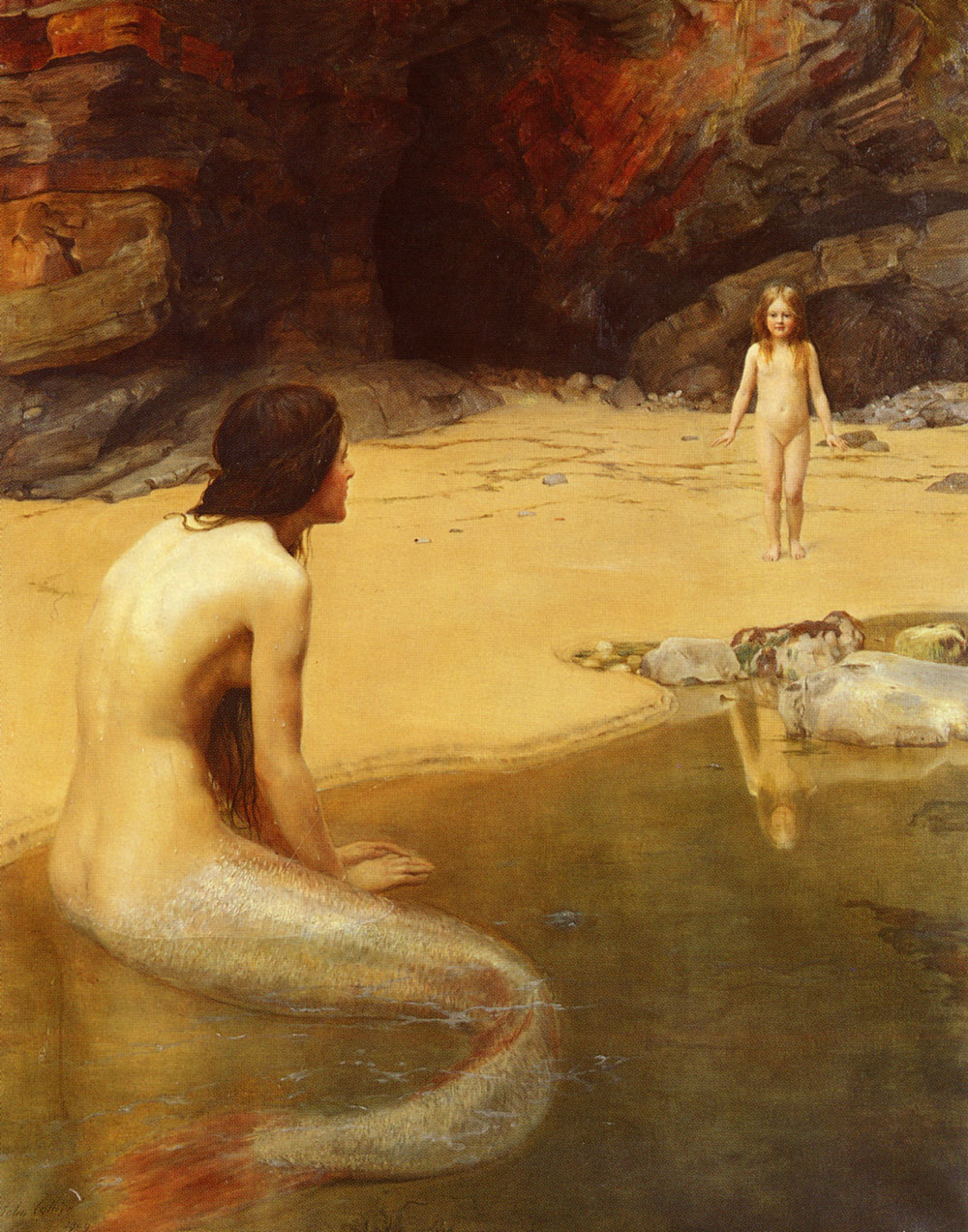
The Land Baby, œuvre de John Collier.